# ローンチカスタマー
ローンチカスタマー (英: launch customer) とは、航空機メーカーに対して、新たな航空機（特に旅客機や貨物機）について、メーカーに製造開発を踏み切らせるだけの充分な規模の発注を行い、その新型機製造計画を立ち上げる（ローンチする）後ろ盾となる顧客（カスタマー）のことを指す。

## 概要
中堅から大手の航空会社がローンチカスタマーとなることが一般的で、1社で数機〜数十機もの大量発注を行い、単独でローンチカスタマーになることもあれば、2社以上が共同で発注することである程度の数を確保することにより、複数の航空会社が同時にローンチカスタマーになる場合もある。
一般的には前者が多いが、高価で大量発注が難しいエアバスA380（旅客型）やボーイング747-8（貨物型）などの超大型機は2社がローンチカスタマーになった。同じ機種でもタイプごと（旅客型・貨物型の別や改良型）にローンチカスタマーが異なることも少なくない。キックオフカスタマーと呼ばれることもある（同義ではないとする見方もあるが、そもそもkick-off customerという用語は英語としてはあまり使われていない模様）。なお、ローンチカスタマーとなった航空会社は、新型航空機の設計に大きく関与する権利を得る。

### 必要性
ローンチカスタマーはメーカーに製造開発を踏み切らせるだけの充分な規模の発注を行うものであるが、これは1960年代ごろから航空機の高性能化や人件費の高騰により、開発費が大幅に増加したことが原因である。
メーカーにとっては、実機の開発に移るまでは設計者と図面だけであるため、大して費用はかからないが、いざ開発・生産に入れば、特に民間機は旅客の命や貨物を預かる必要が発生することから安全性が最優先され、さらに高い居住性を確保する必要も発生する。その分高い技術を必要とすることから、1機種で数千万から数億ドル単位のすさまじい開発費がかかってしまう。そうして完成した機体が、エアラインのニーズに見合わずに売れなければ、生産者にとって開発費がそのまま多額の負債となり、大幅なリストラクチャリングを迫られるか倒産の憂き目に遭うことになる。実際に多額の費用をかけて開発した旅客機が販売不振であったために事業撤退したロッキード社や、買収や吸収合併で会社が消滅したコンベア社やマクドネル・ダグラス社などの例もある（多数の職人と技能を必要とする航空機生産者にとって致命的なものとなる）。
そこで、新型機の構想段階で航空会社に需要などを打診すると共に受注を要請し、実際にどの程度のニーズがあるのか見極める手法として始められた。仮に航空会社から実際に一定規模の需要があれば、その後の発注も見込め採算に乗ることが期待できることから、その時点で開発製造を決定する。現在ではほぼ全ての中、大型機でこの開発手法が採られている。

## ボーイング社
| 航空機                                                                      | 航空会社                                                        |
| --------------------------------------------------------------------------- | --------------------------------------------------------------- |
| ボーイング707                                                               | パンアメリカン航空(-120型、-120B型、-320型、-320B型)            |
| ボーイング707                                                               | カンタス航空(-138型)                                            |
| ボーイング707                                                               | ブラニフ航空(-220型)                                            |
| ボーイング707                                                               | ルフトハンザドイツ航空(-420型)                                  |
| ボーイング717                                                               | バリュージェット航空(後のエアトラン航空)                        |
| ボーイング727                                                               | 旅客型                                                          |
| ボーイング727                                                               | イースタン航空(-100型)                                          |
| ボーイング727                                                               | ノースイースト航空(-200型)                                      |
| ボーイング727                                                               | 貨物型                                                          |
| ボーイング727                                                               | UPS航空(-100QF型)                                               |
| ボーイング727                                                               | フェデラル・エクスプレス(-200F型)                               |
| ボーイング737                                                               | 旅客型                                                          |
| ボーイング737                                                               | ルフトハンザドイツ航空(-100型)                                  |
| ボーイング737                                                               | ユナイテッド航空(-200型、MAX10型)                               |
| ボーイング737                                                               | サウスウエスト航空(-300型、-500型、-700型、MAX7型)              |
| ボーイング737                                                               | ピードモント航空(-400型)                                        |
| ボーイング737                                                               | 全日本空輸(-200adv型、-700ER型)                                 |
| ボーイング737                                                               | ハパックロイド・フルーク(現TUIフライ・ドイッチュラント)(-800型) |
| ボーイング737                                                               | アラスカ航空(-900型)                                            |
| ボーイング737                                                               | ライオン・エア(-900ER型､MAX9型)                                 |
| ボーイング737                                                               | アメリカン航空(MAX8型)                                          |
| ボーイング747                                                               | 旅客型                                                          |
| ボーイング747                                                               | パンアメリカン航空(-100型、SP型)                                |
| ボーイング747                                                               | 日本航空(-100SR型、-100BSRSUD型、-300SR型、-400D型)             |
| ボーイング747                                                               | イラン航空(-100B型)                                             |
| ボーイング747                                                               | 全日本空輸(-100BSR型)                                           |
| ボーイング747                                                               | ルフトハンザドイツ航空(-200B型、-8IC型)                         |
| ボーイング747                                                               | KLMオランダ航空(-200M型、-400M型)                               |
| ボーイング747                                                               | スイス航空(-300型)                                              |
| ボーイング747                                                               | ノースウエスト航空(-400型)                                      |
| ボーイング747                                                               | カンタス航空(-400ER型)                                          |
| ボーイング747                                                               | 貨物型                                                          |
| ボーイング747                                                               | ルフトハンザ・カーゴ(-200F型)                                   |
| ボーイング747                                                               | カーゴルックス航空(-400F型)                                     |
| ボーイング747                                                               | エールフランスカーゴ(-400ERF型)                                 |
| ボーイング747                                                               | キャセイパシフィック航空、カーゴルックス航空(共に-8F)           |
| ボーイング757                                                               | 旅客型                                                          |
| ボーイング757                                                               | イースタン航空(-200型)                                          |
| ボーイング757                                                               | コンドル航空(-300型)                                            |
| ボーイング757                                                               | ロイヤル・ネパール航空(-200M型)                                 |
| ボーイング757                                                               | 貨物型                                                          |
| ボーイング757                                                               | UPS航空(-200PF)                                                 |
| ボーイング757                                                               | DHLアビエーション(-200SF)                                       |
| ボーイング767                                                               | 旅客型                                                          |
| ボーイング767                                                               | ユナイテッド航空(-200型)                                        |
| ボーイング767                                                               | エル・アル航空(-200ER型)                                        |
| ボーイング767                                                               | 日本航空(-300型)                                                |
| ボーイング767                                                               | アメリカン航空(-300ER)                                          |
| ボーイング767                                                               | コンチネンタル航空(-400ER型)                                    |
| ボーイング767                                                               | 貨物型                                                          |
| ボーイング767                                                               | UPS航空(-300F型)                                                |
| ボーイング767                                                               | 全日本空輸(-300BCF型)                                           |
| ボーイング777                                                               |                                                                 |
| 旅客型                                                                      |                                                                 |
| ユナイテッド航空(-200型)                                                    |                                                                 |
| ブリティッシュ・エアウェイズ(-200ER型)                                      |                                                                 |
| パキスタン国際航空(-200LR型)                                                |                                                                 |
| キャセイパシフィック航空(-300型)                                            |                                                                 |
| 日本航空、エールフランス(共に-300ER型)                                      |                                                                 |
| エミレーツ航空(-8X型)                                                       |                                                                 |
| ルフトハンザドイツ航空、エミレーツ航空、カタール航空、エティハド航空(-9X型) |                                                                 |
| 貨物型                                                                      |                                                                 |
| エールフランス・カーゴ(F型)                                                 |                                                                 |
| カリッタ航空(-300ERSF型)                                                    |                                                                 |
| カタール航空カーゴ(-8XF型)                                                  |                                                                 |
| ボーイング787                                                               | 旅客型                                                          |
| ボーイング787                                                               | 全日本空輸(-8型)                                                |
| ボーイング787                                                               | ニュージーランド航空(-9型)                                      |
| ボーイング787                                                               | シンガポール航空(−10型)                                         |

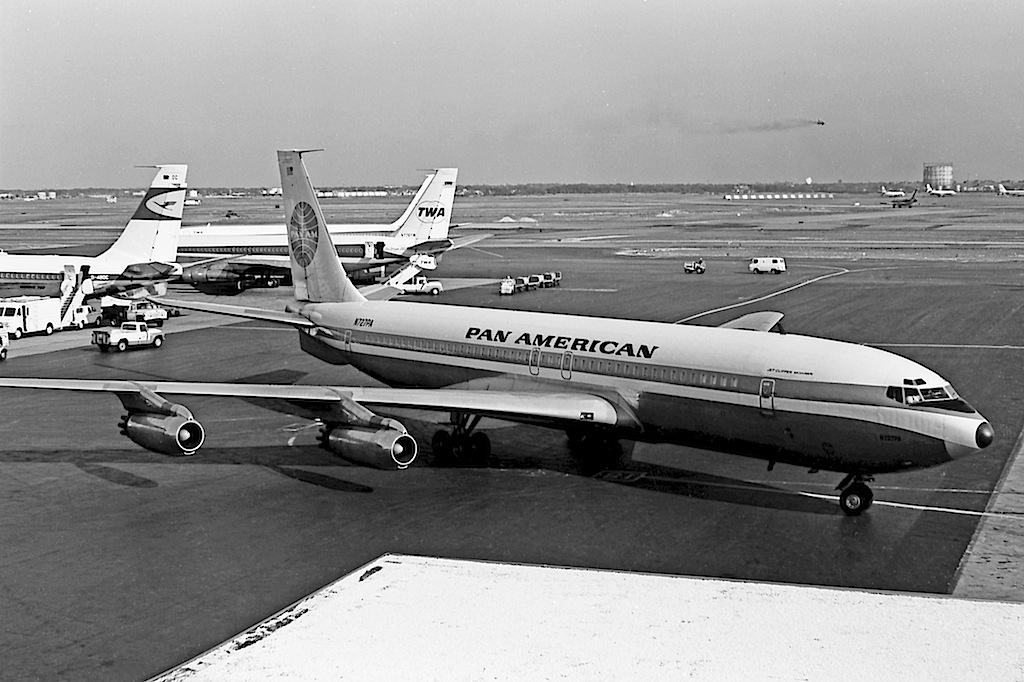
パンアメリカン航空のボーイング707
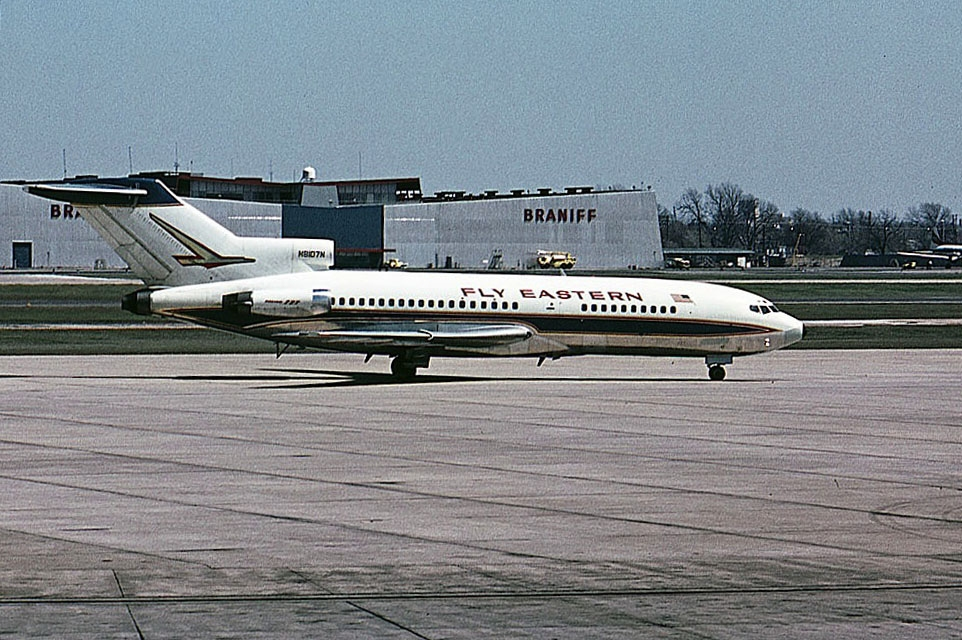
イースタン航空のボーイング727
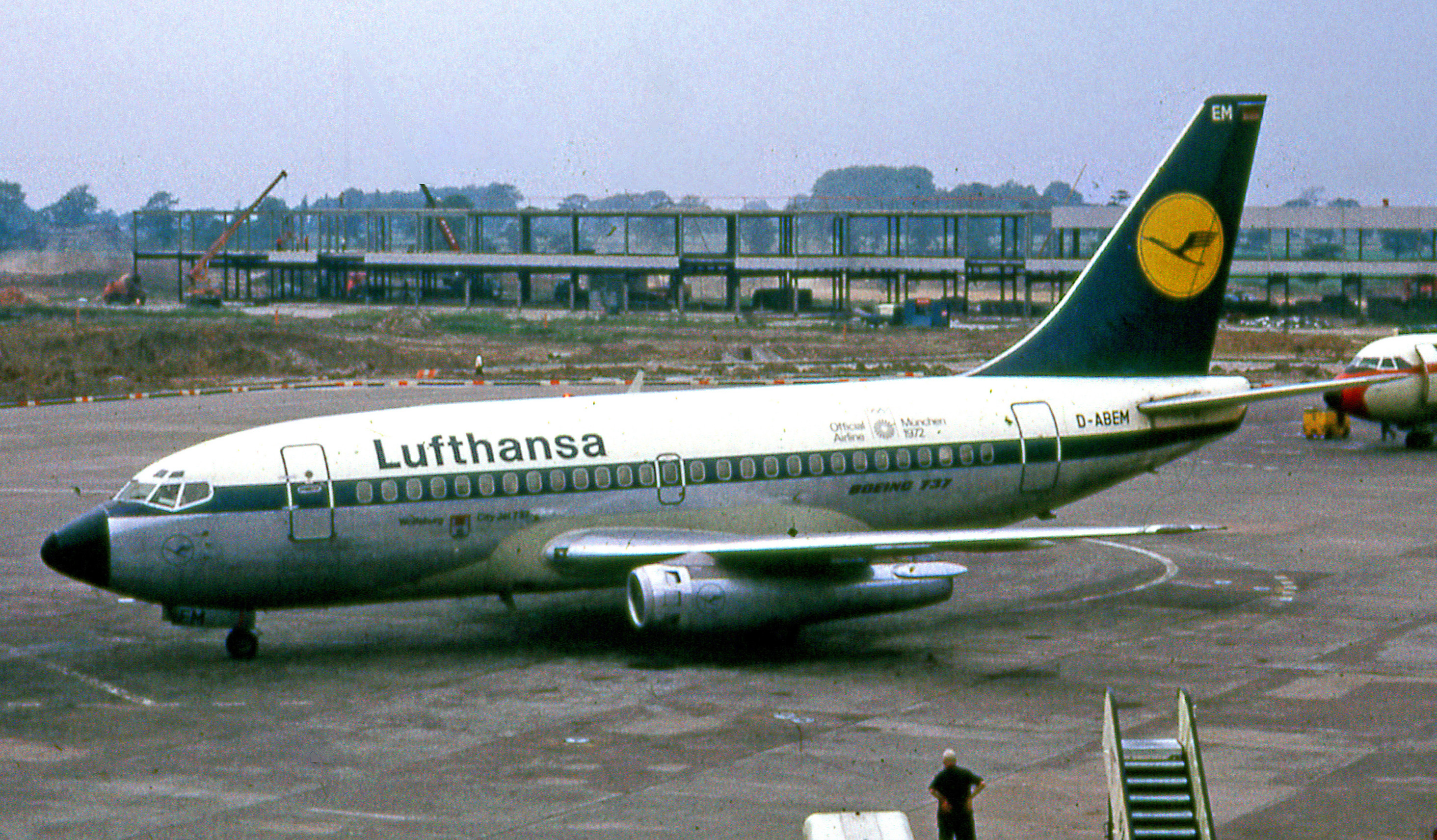
ルフトハンザ航空のボーイング737-100
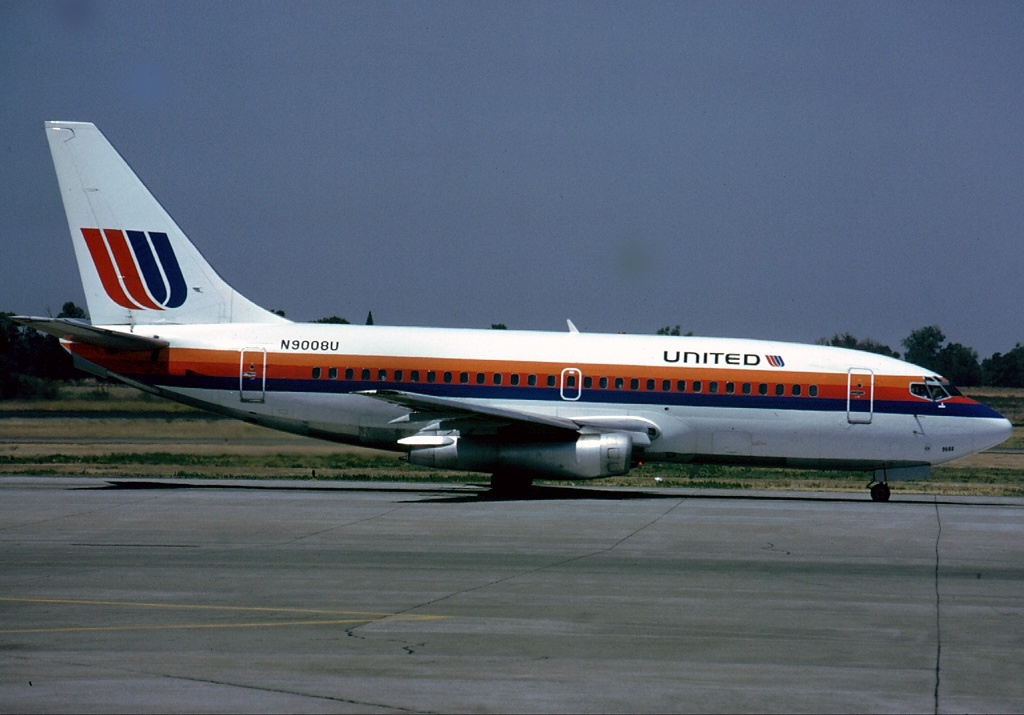
ユナイテッド航空のボーイング737-200
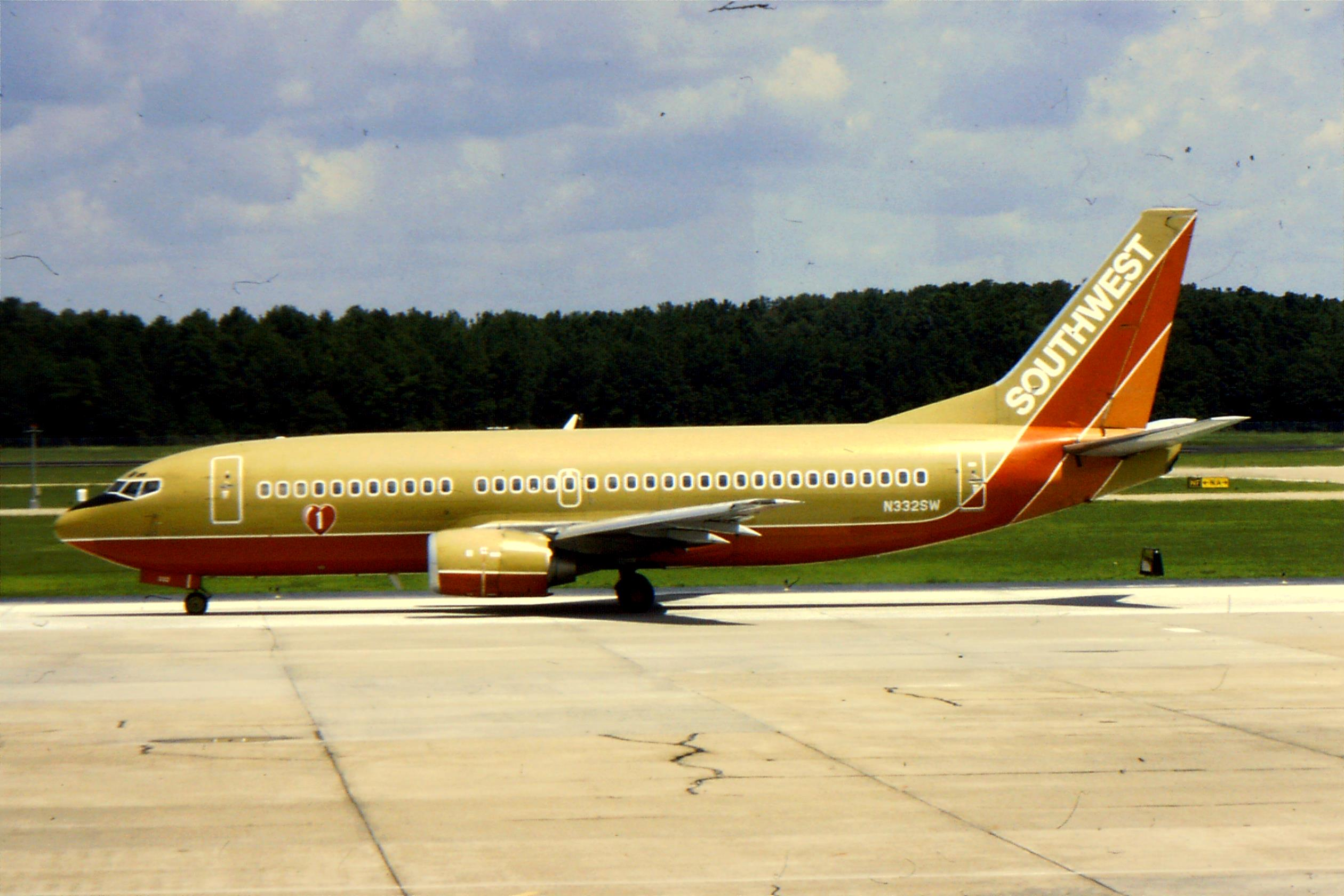
サウスウエスト航空のボーイング737-300
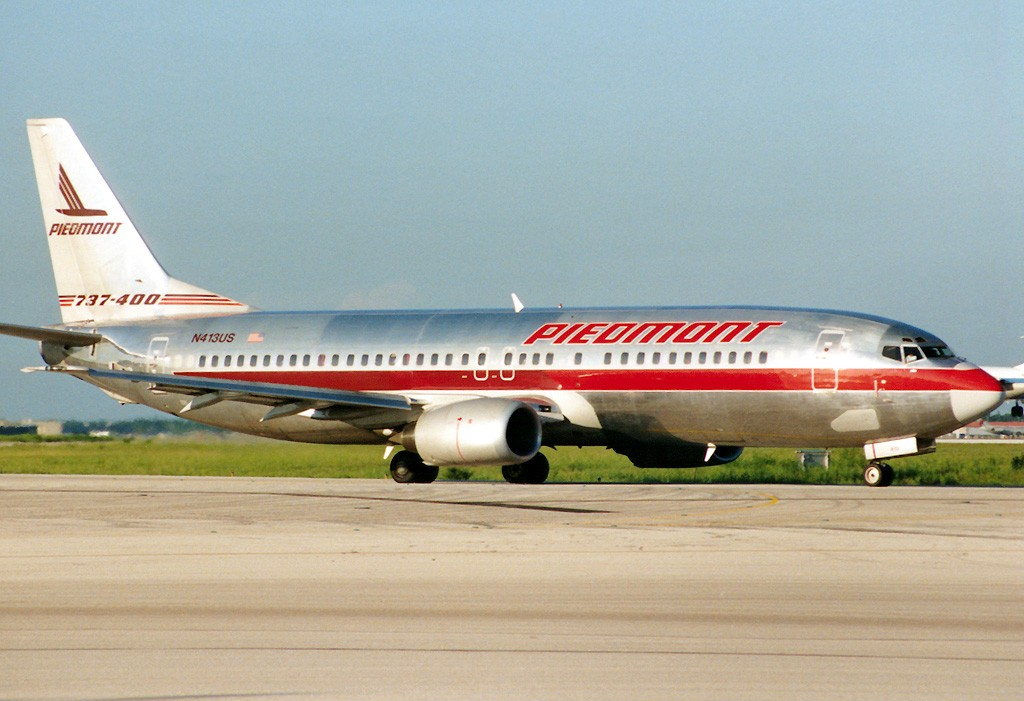
ピードモント航空のボーイング737-400
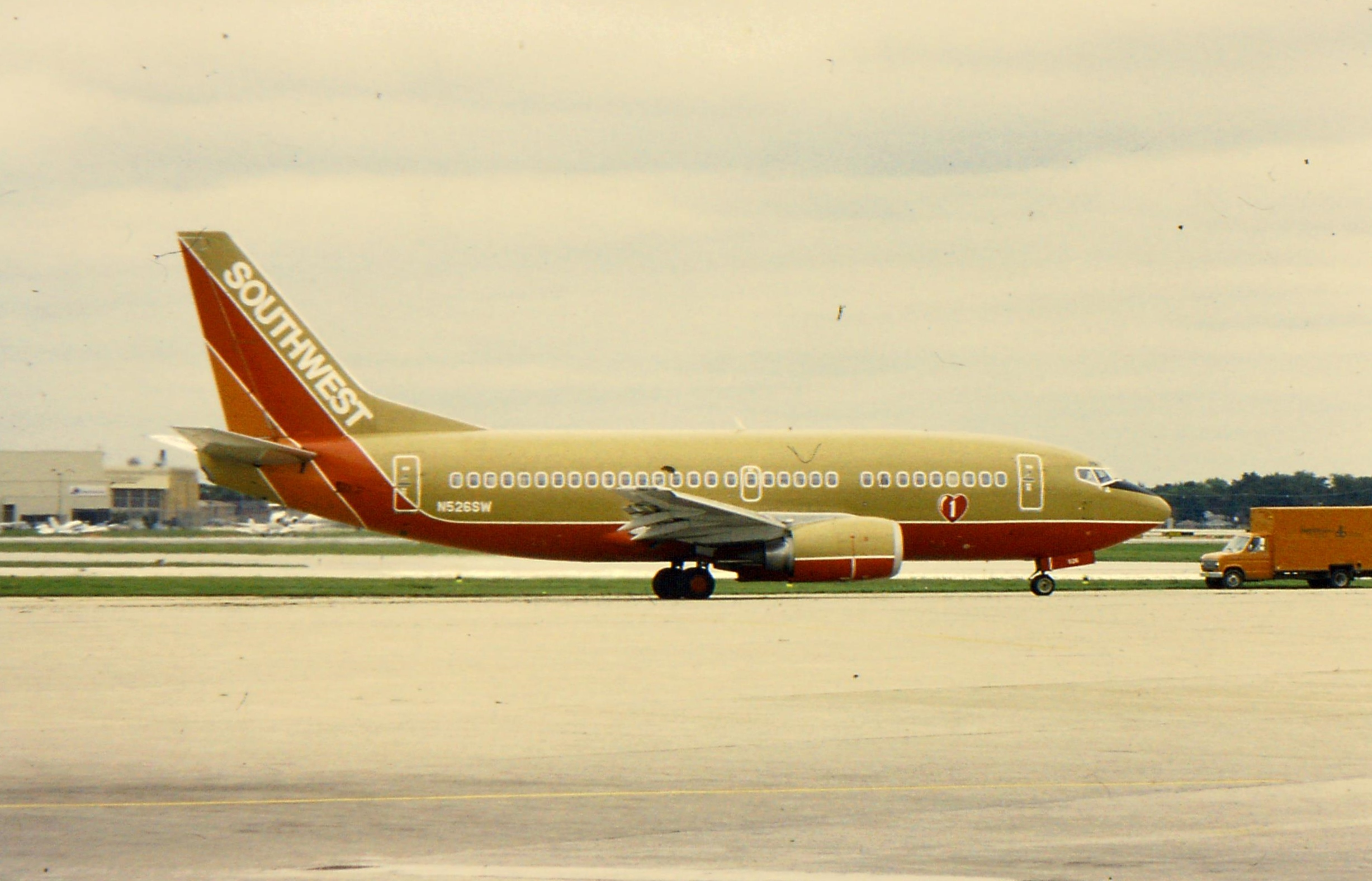
サウスウエスト航空のボーイング737-500
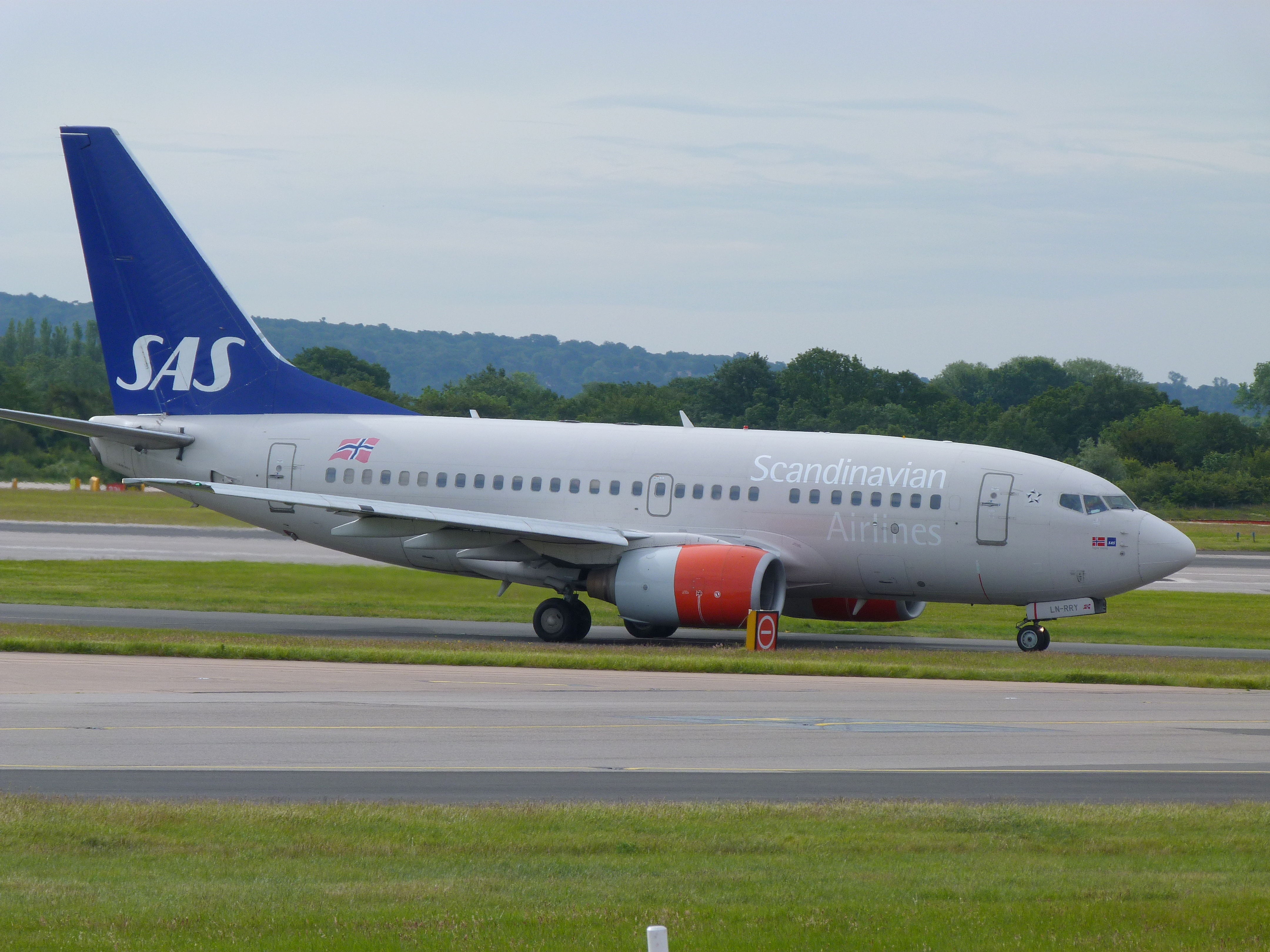
スカンジナビア航空のボーイング737-600
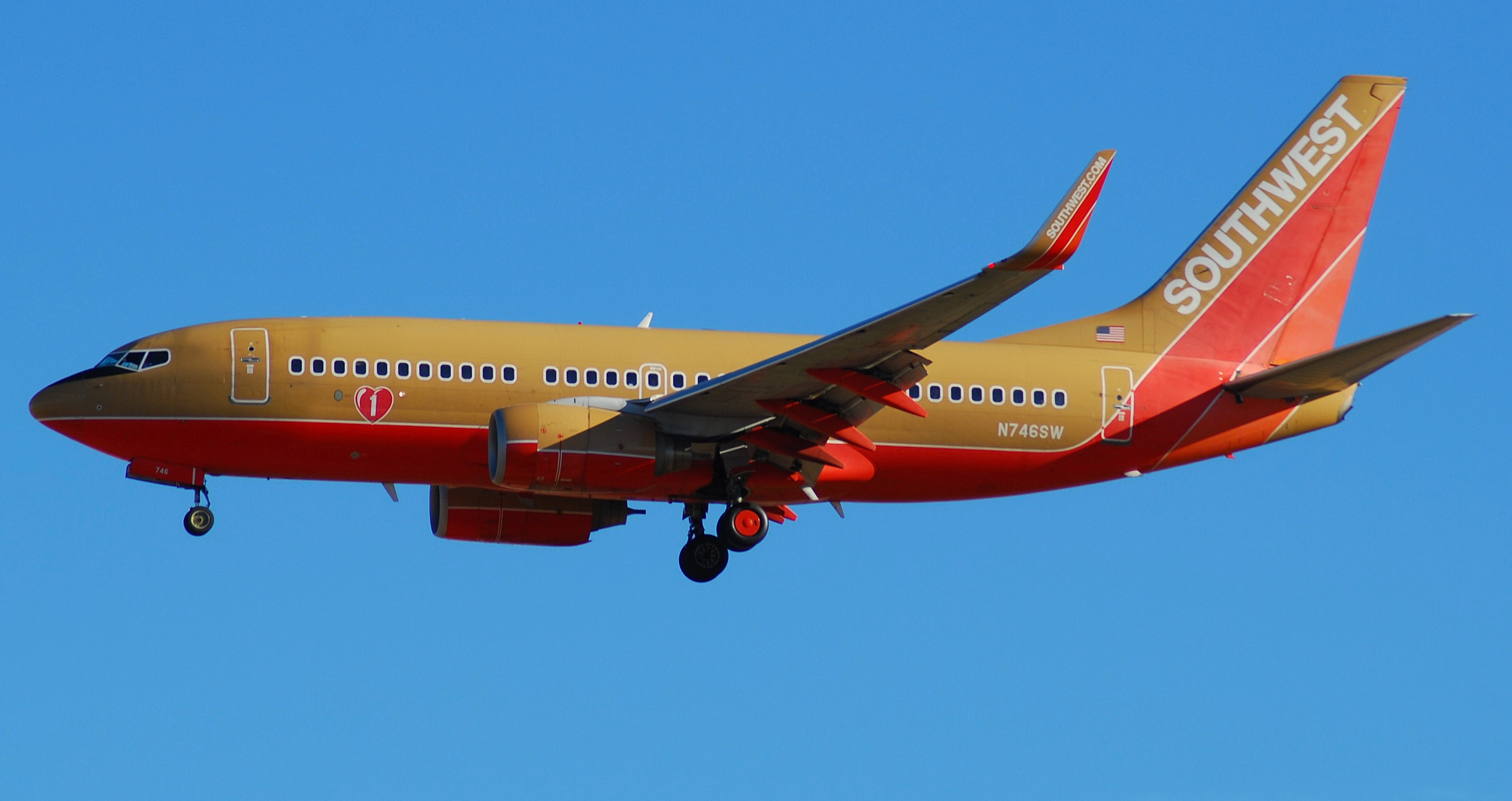
サウスウエスト航空のボーイング737-700
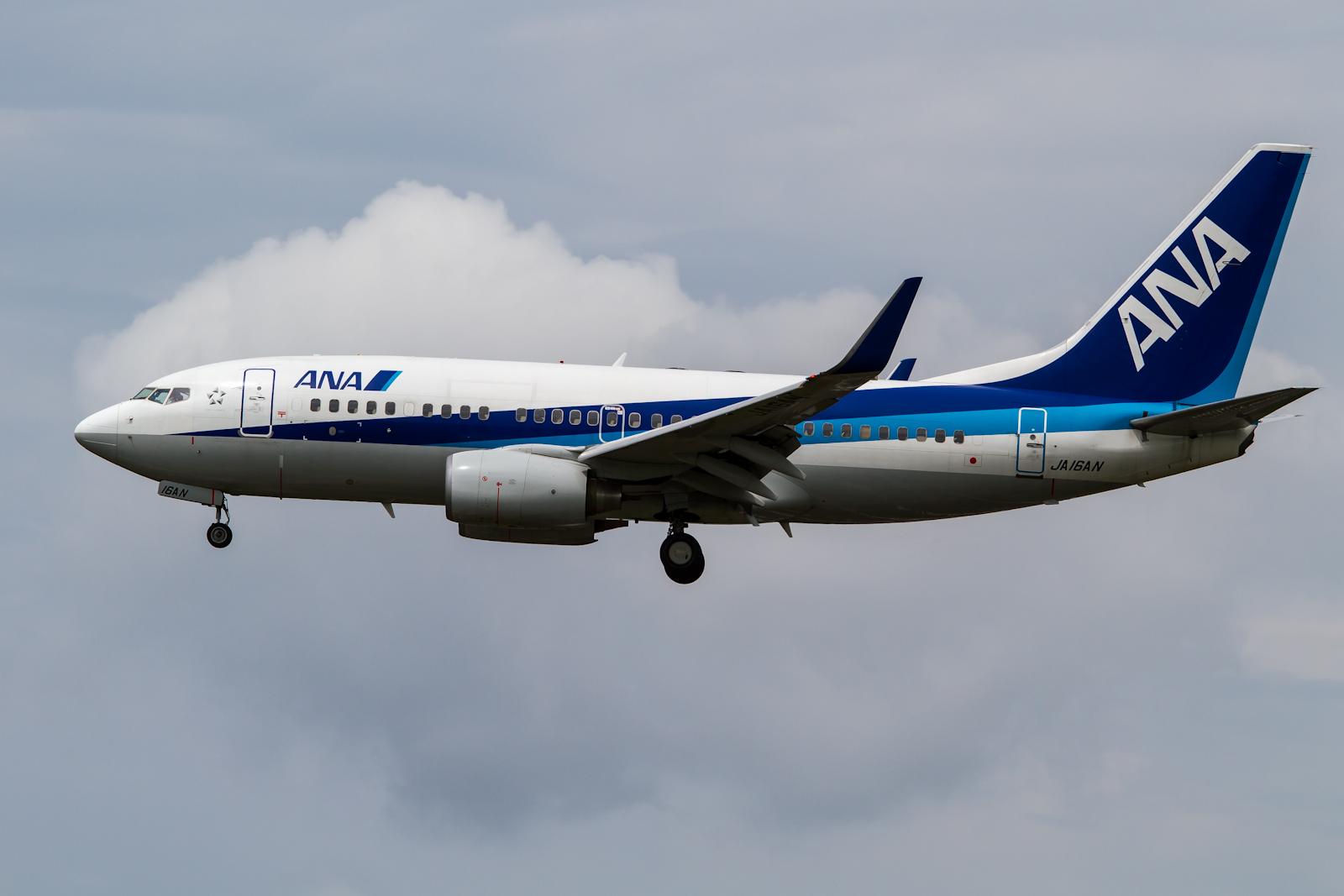
全日空のボーイング737-700ER
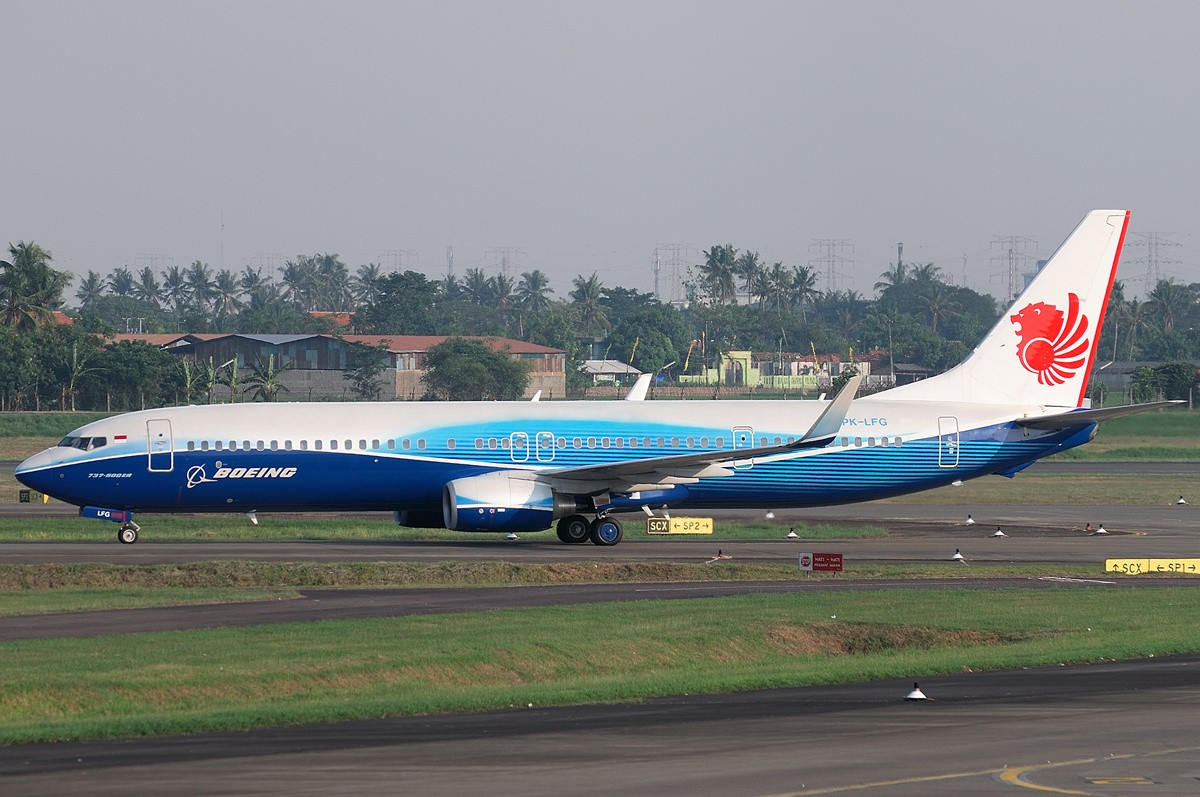
ライオン・エアのボーイング737-900ER
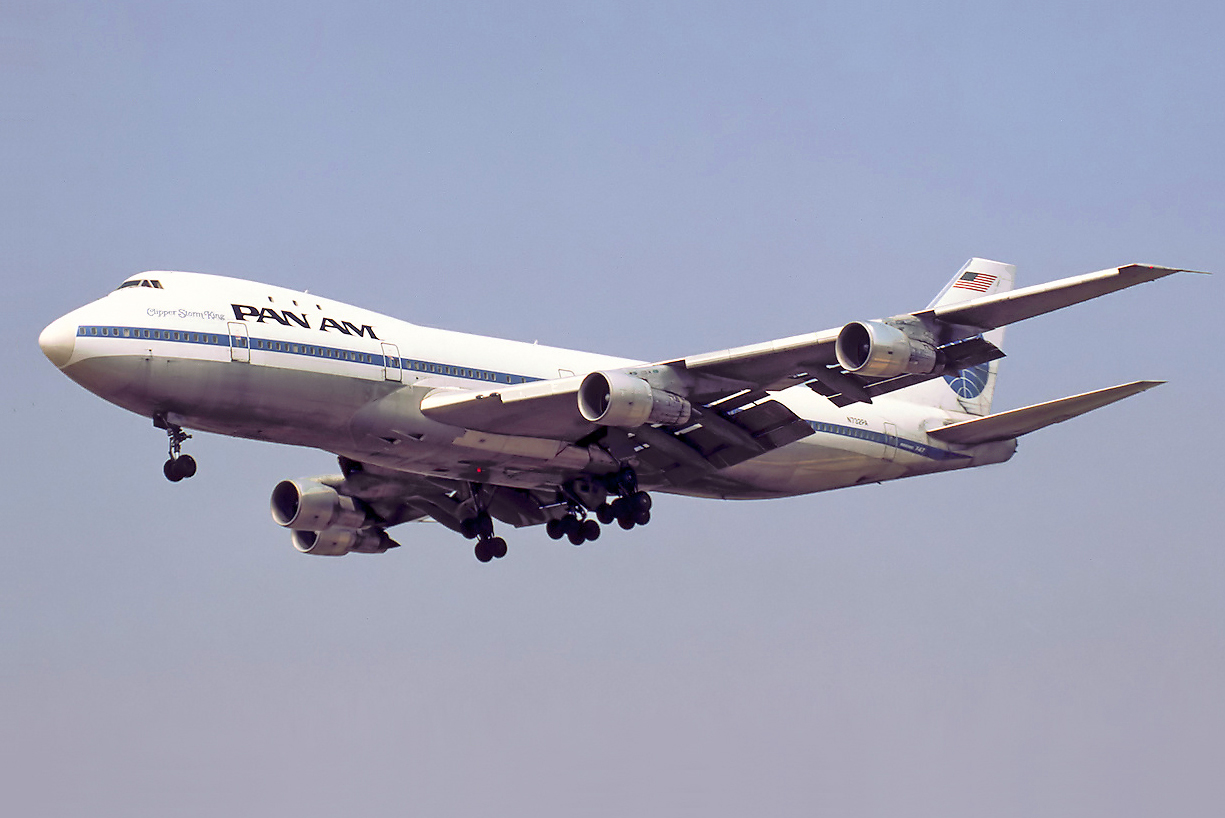
パンアメリカン航空のボーイング747-100
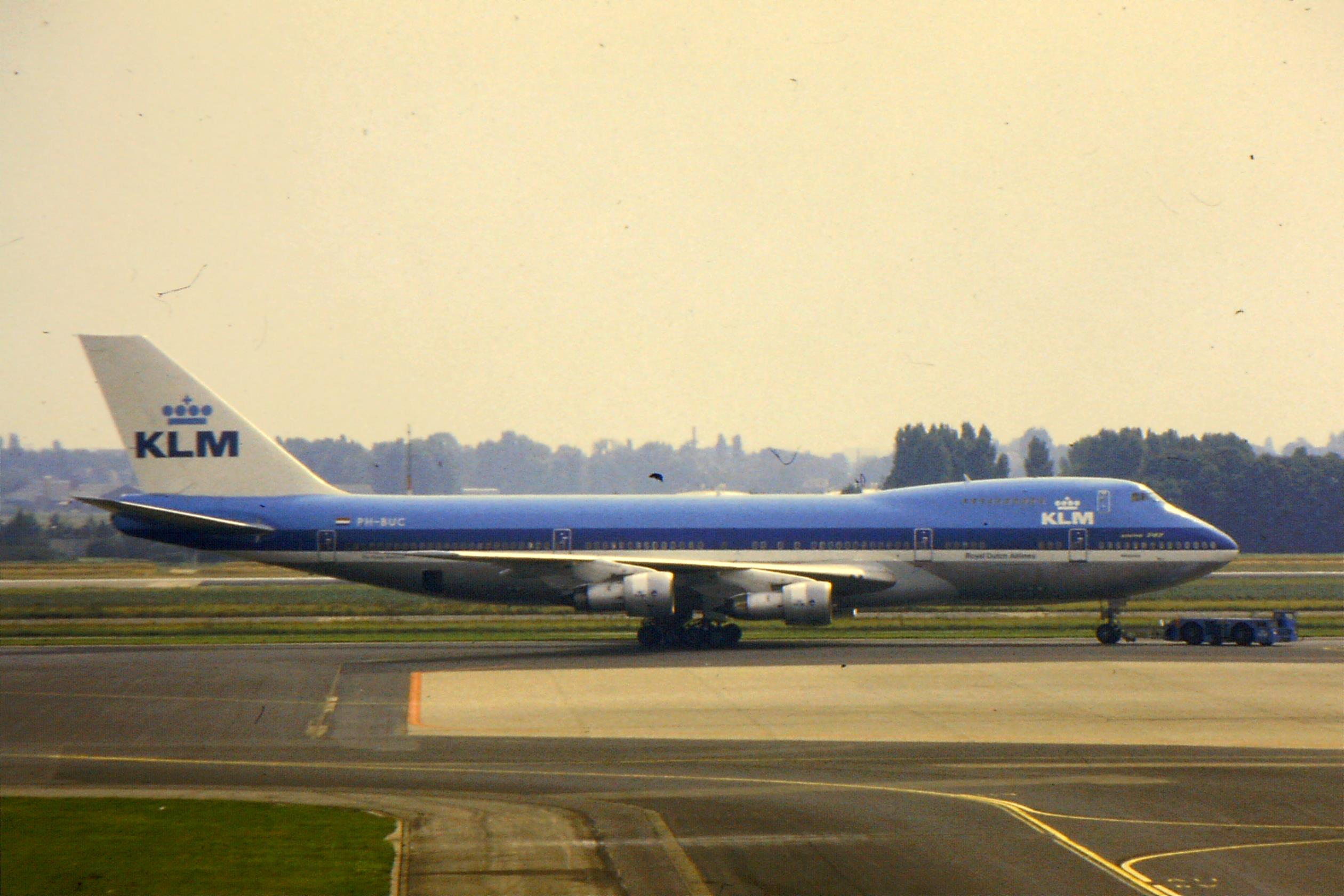
KLMオランダ航空のボーイング747-200
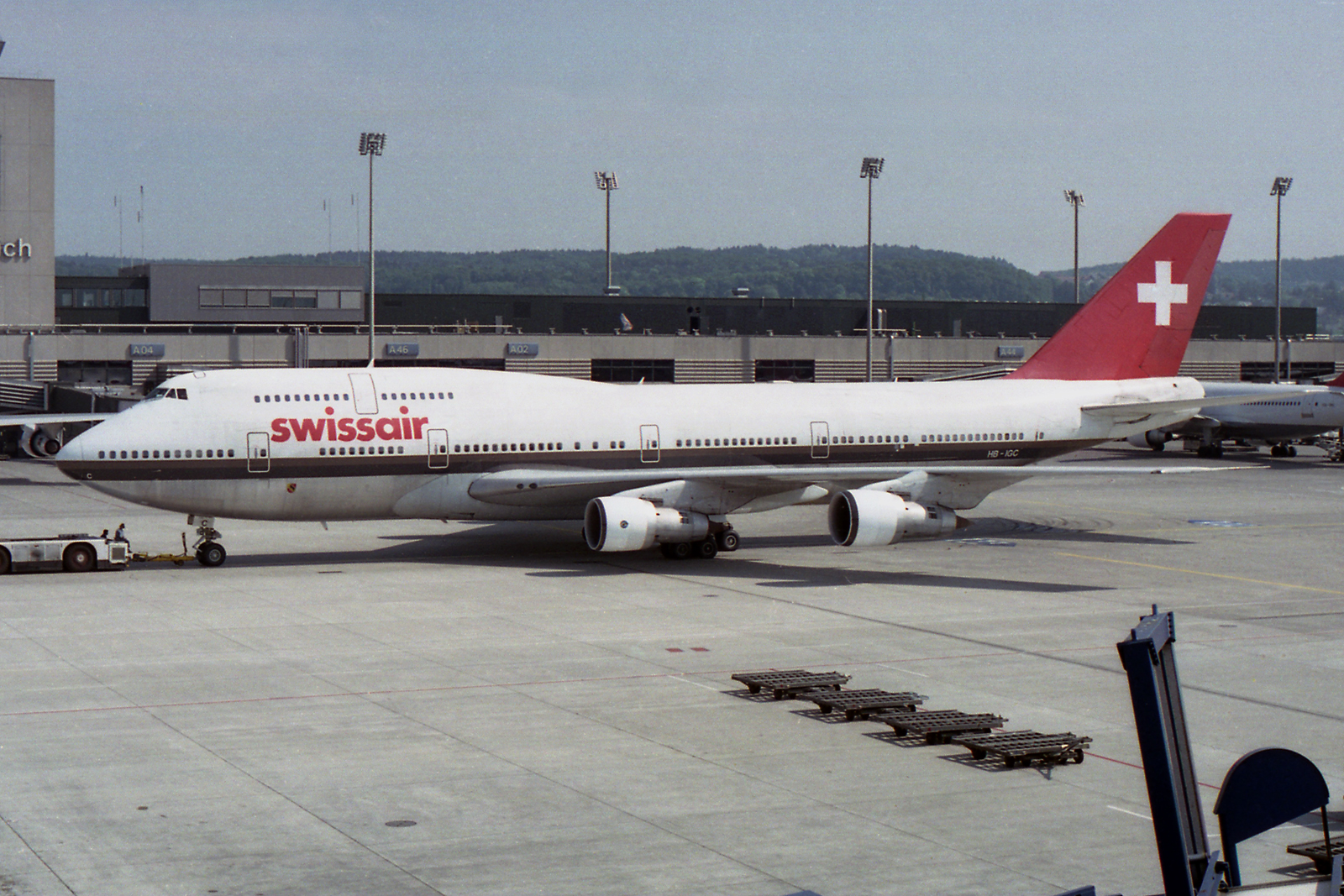
スイス航空のボーイング747-300
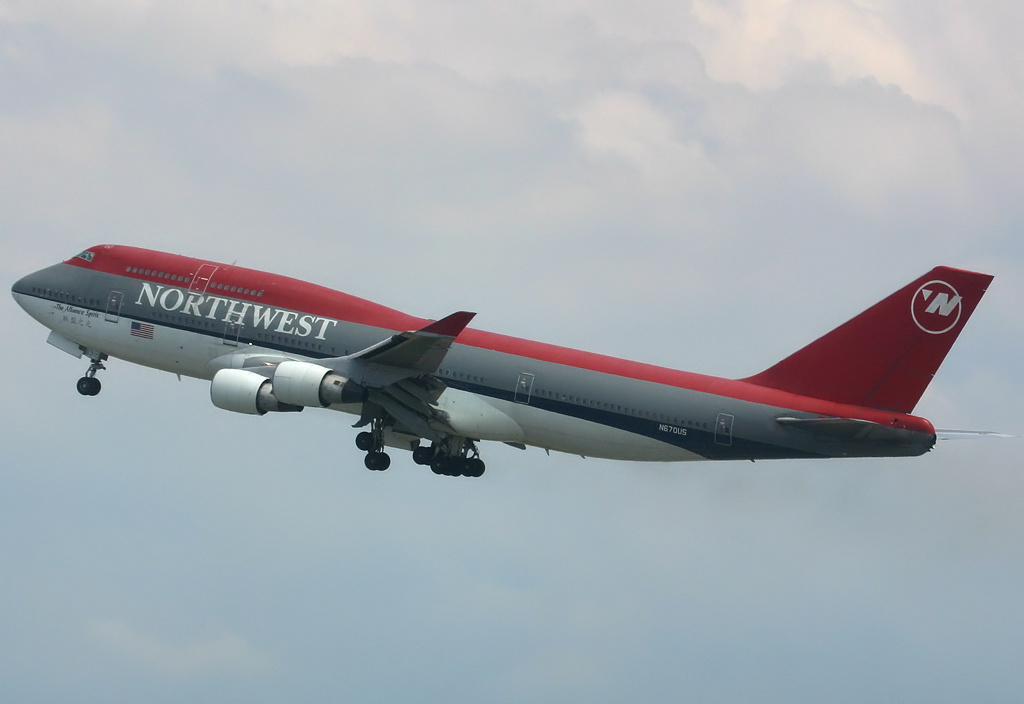
ノースウエスト航空のボーイング747-400
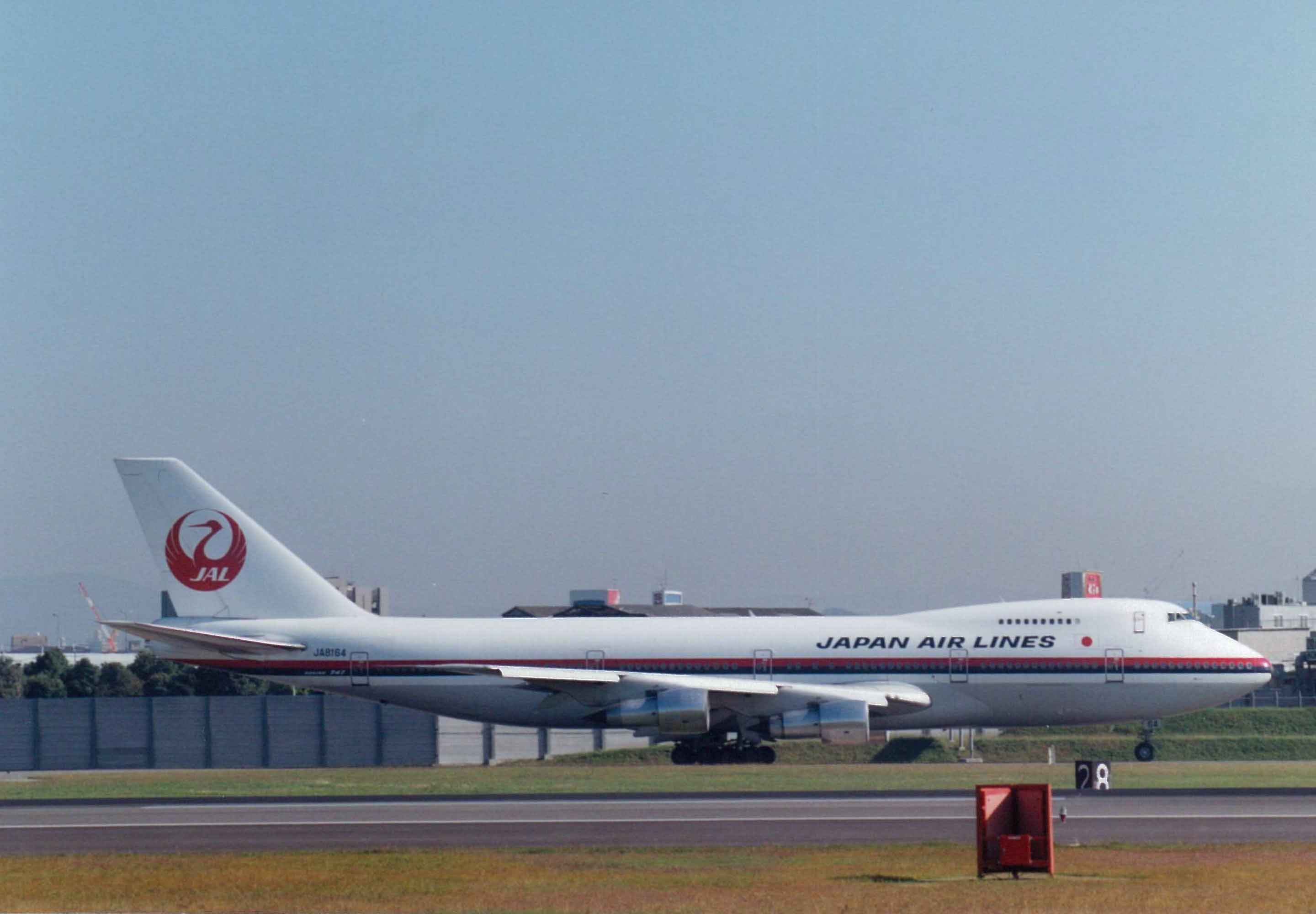
日本航空のボーイング747-100SR
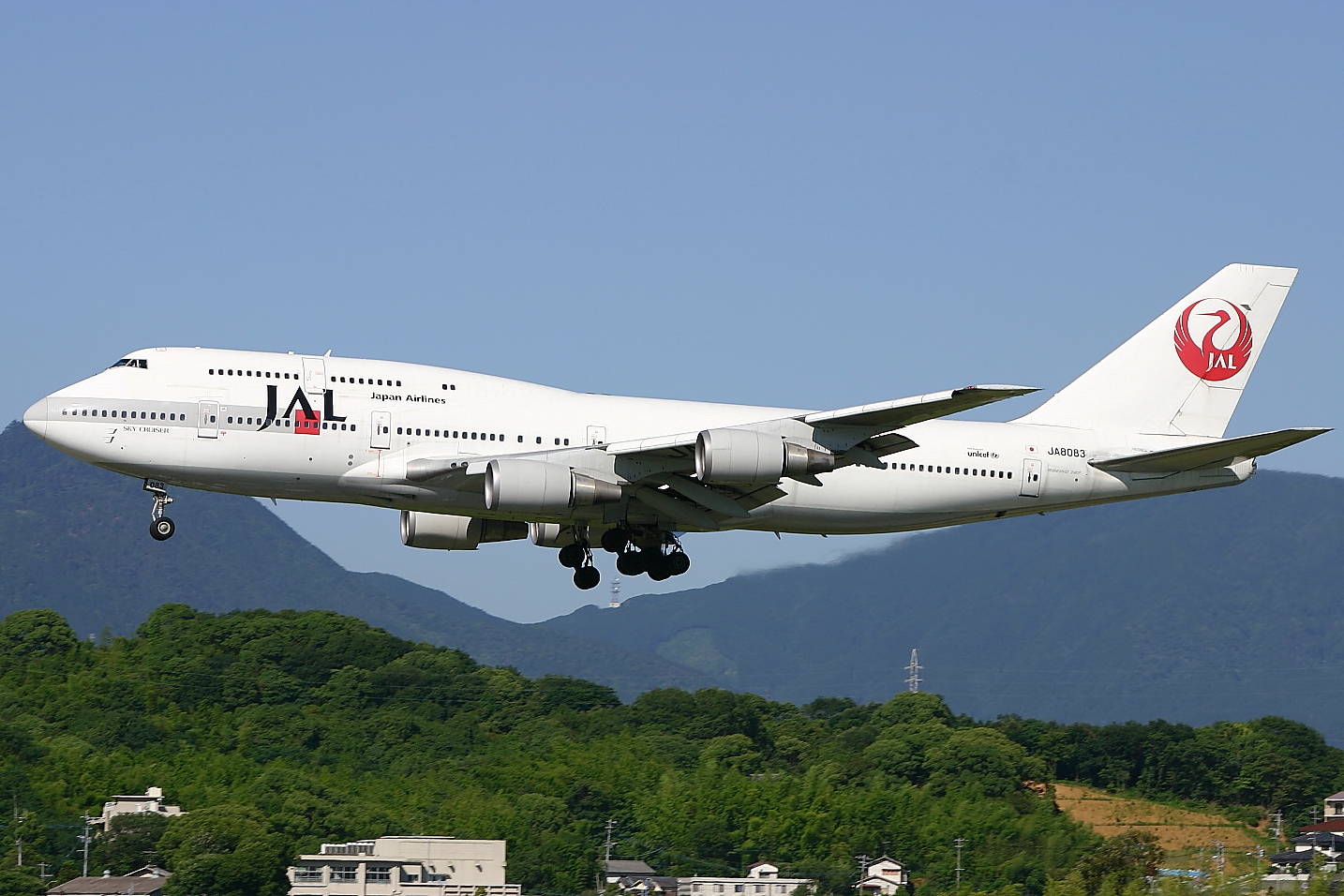
日本航空のボーイング747-400D
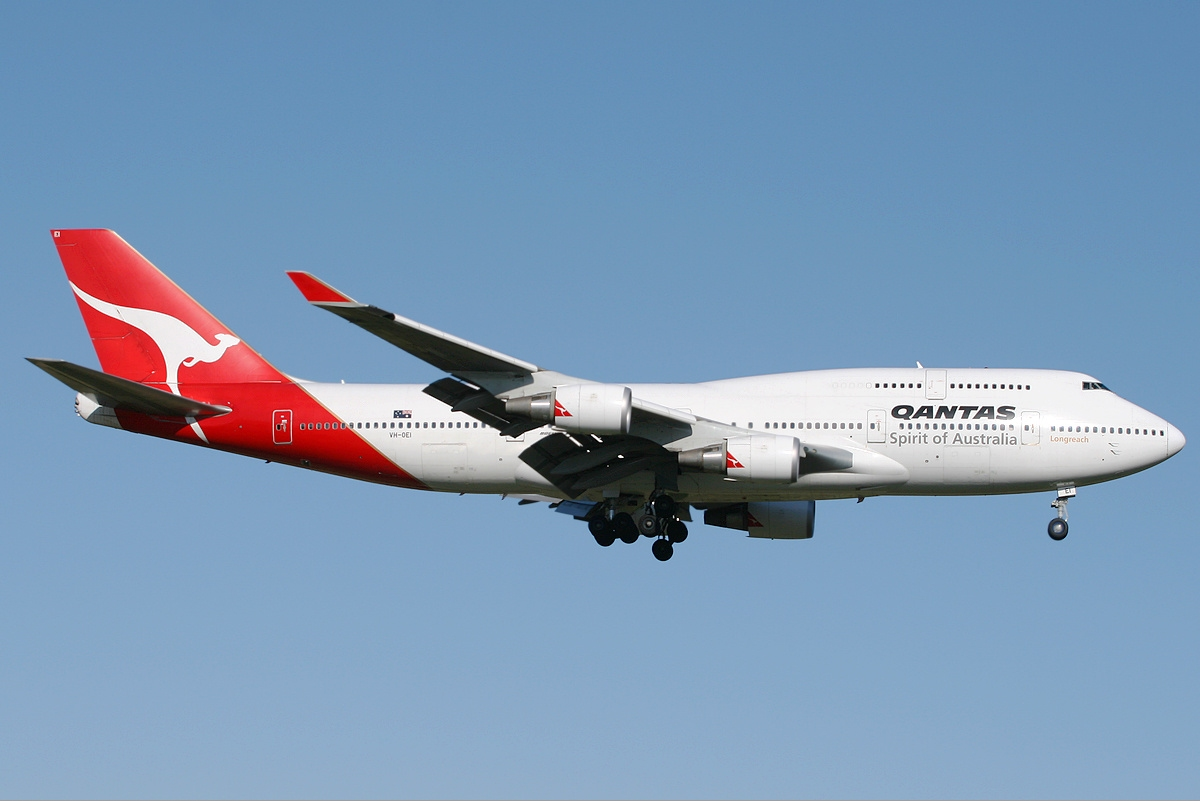
カンタス航空のボーイング747-400ER
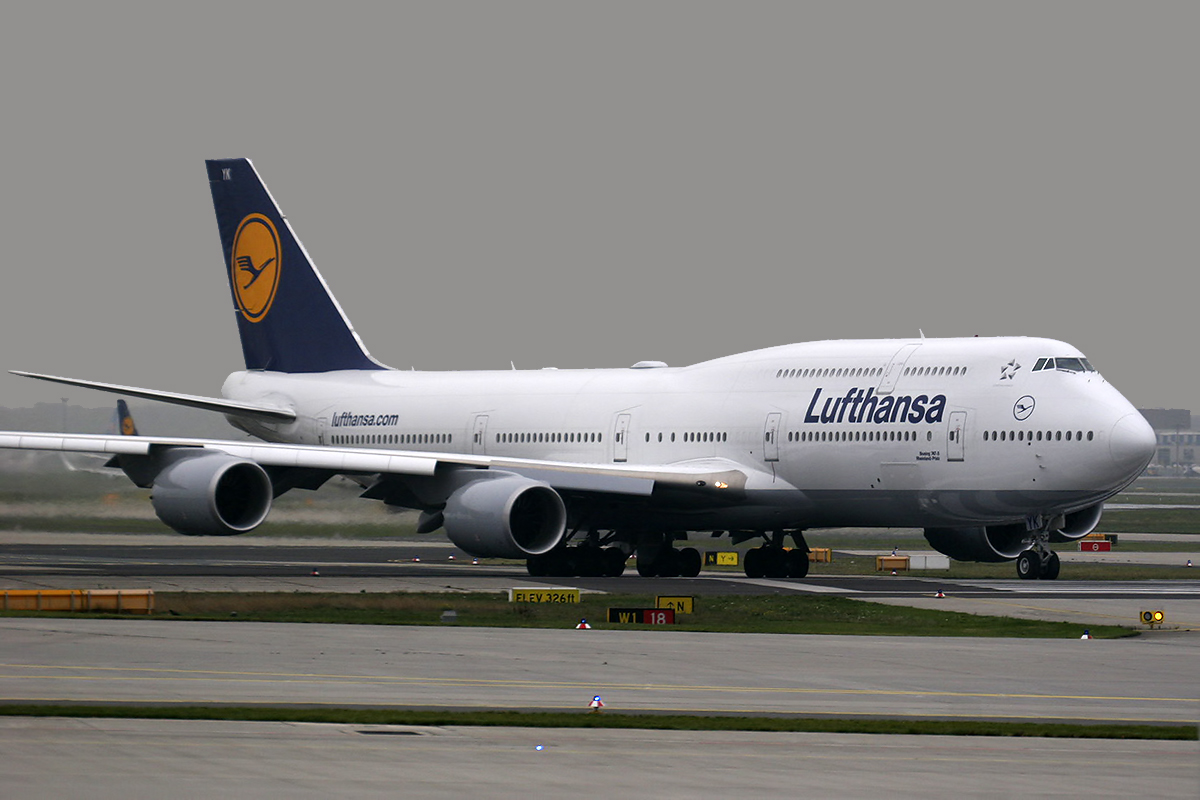
ルフトハンザ航空のボーイング747-8IC
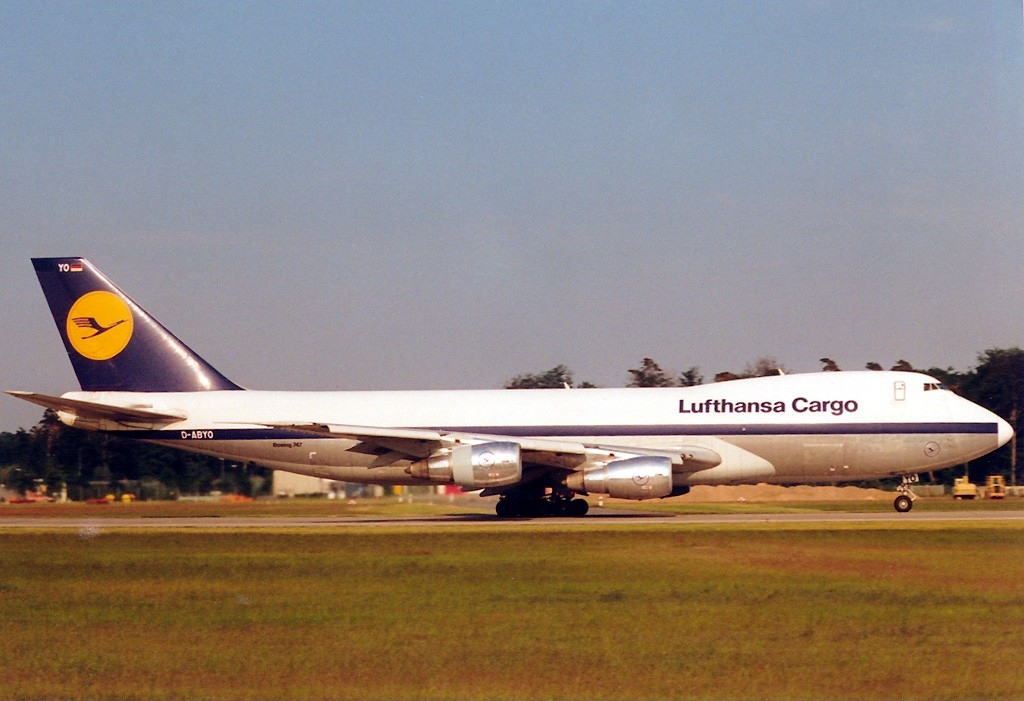
ルフトハンザ航空のボーイング747-200F
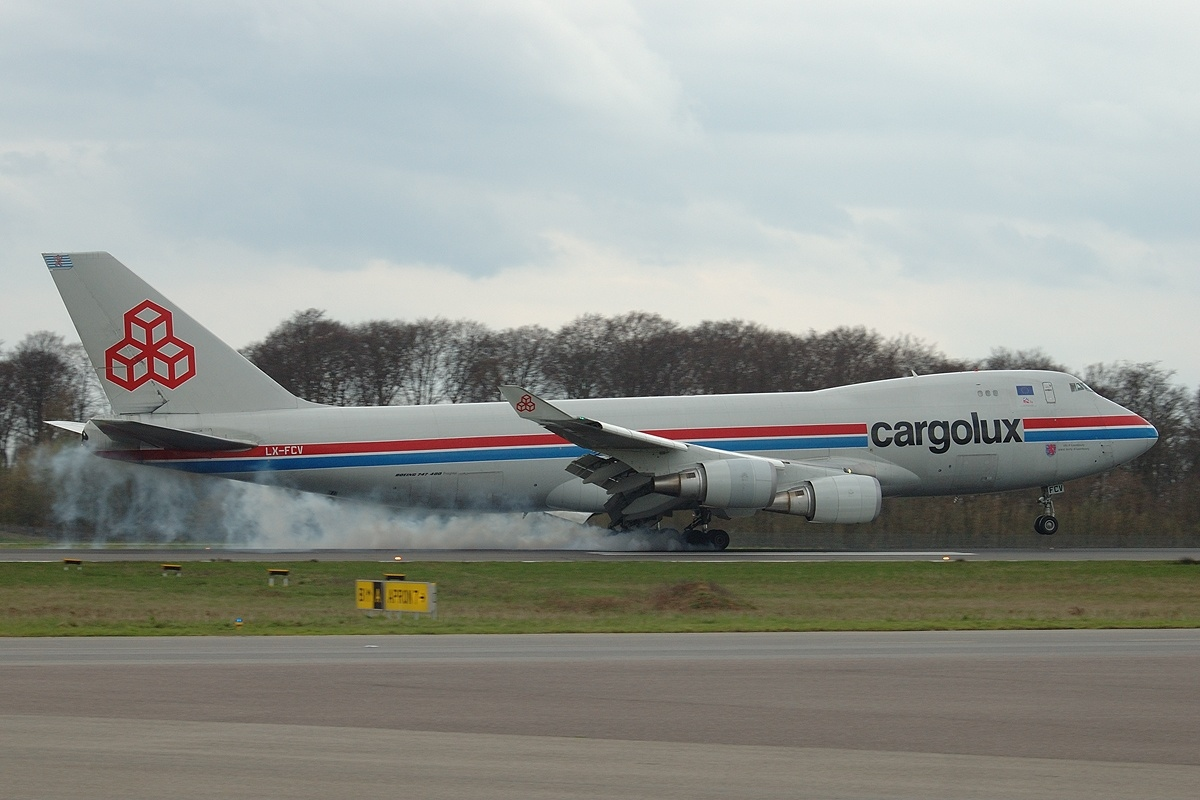
カーゴルクスのボーイング747-400F
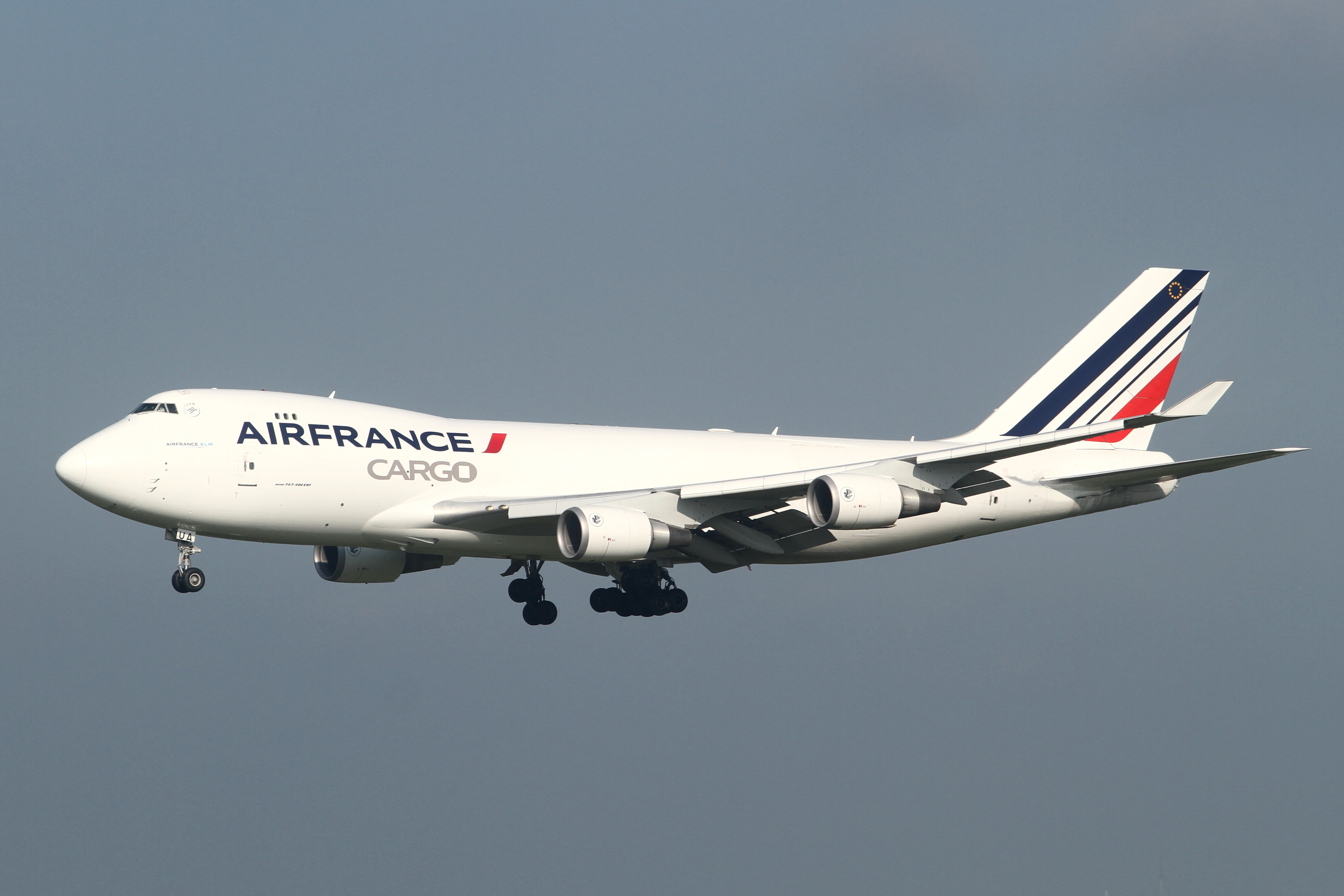
エールフランスのボーイング747-400ERF
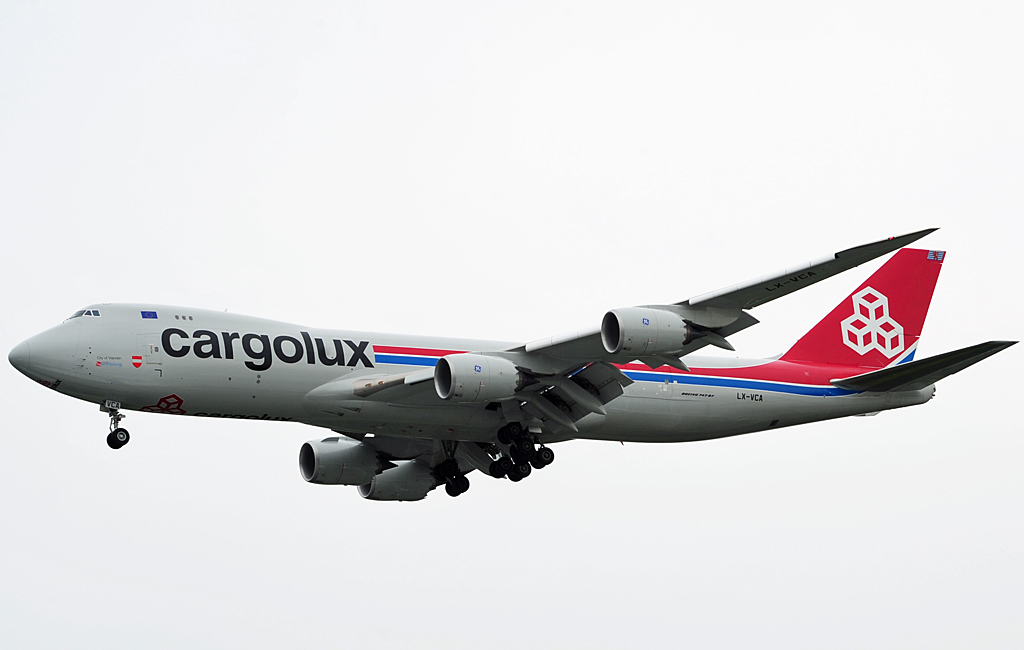
カーゴルクスのボーイング747-8F
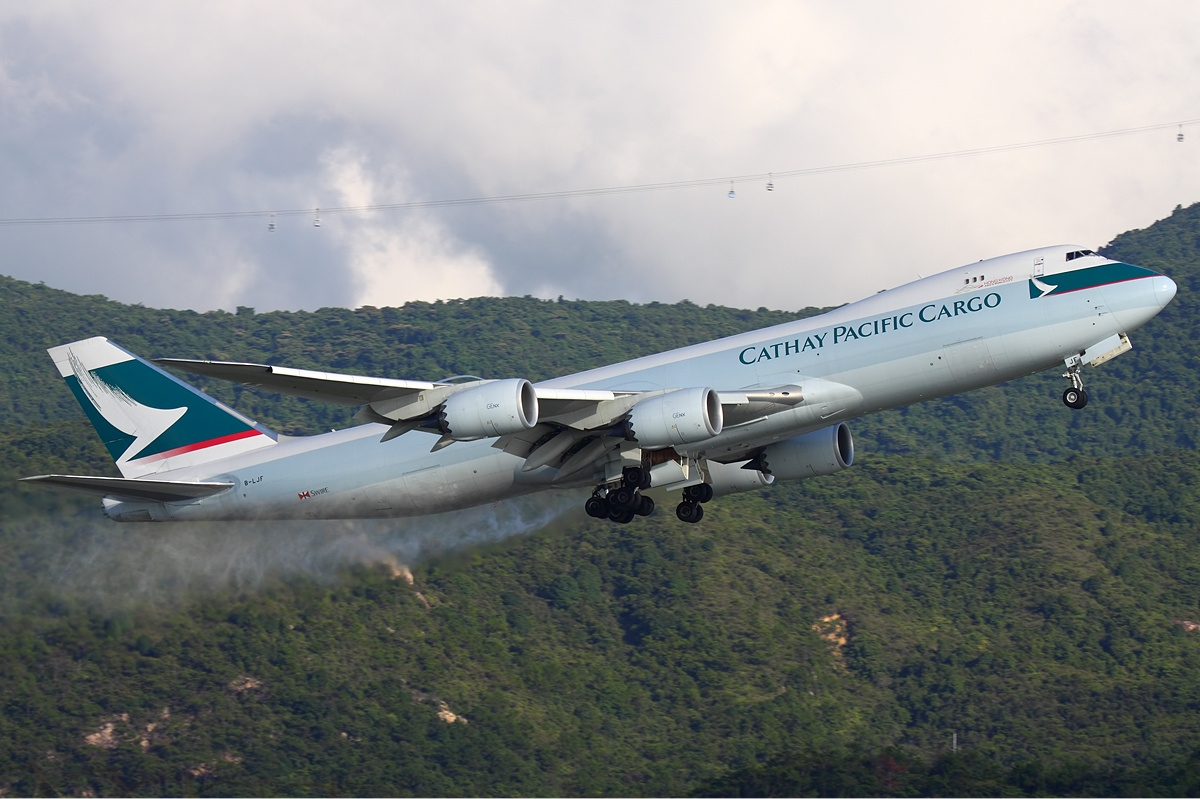
キャセイパシフィック航空のボーイング747-8F
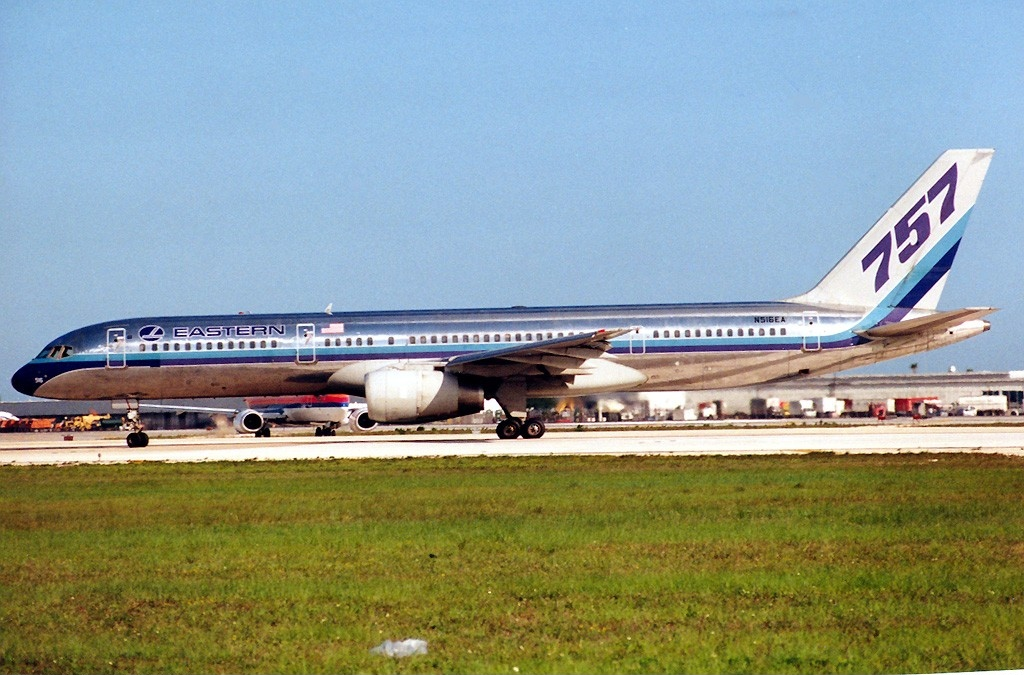
イースタン航空のボーイング757
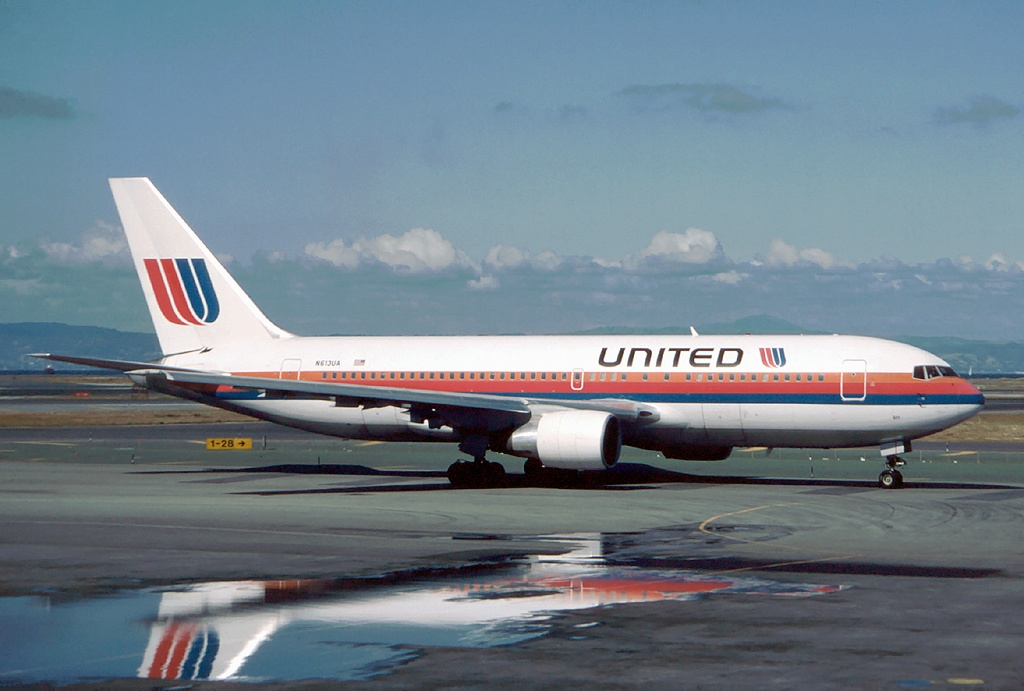
ユナイテッド航空のボーイング767-200
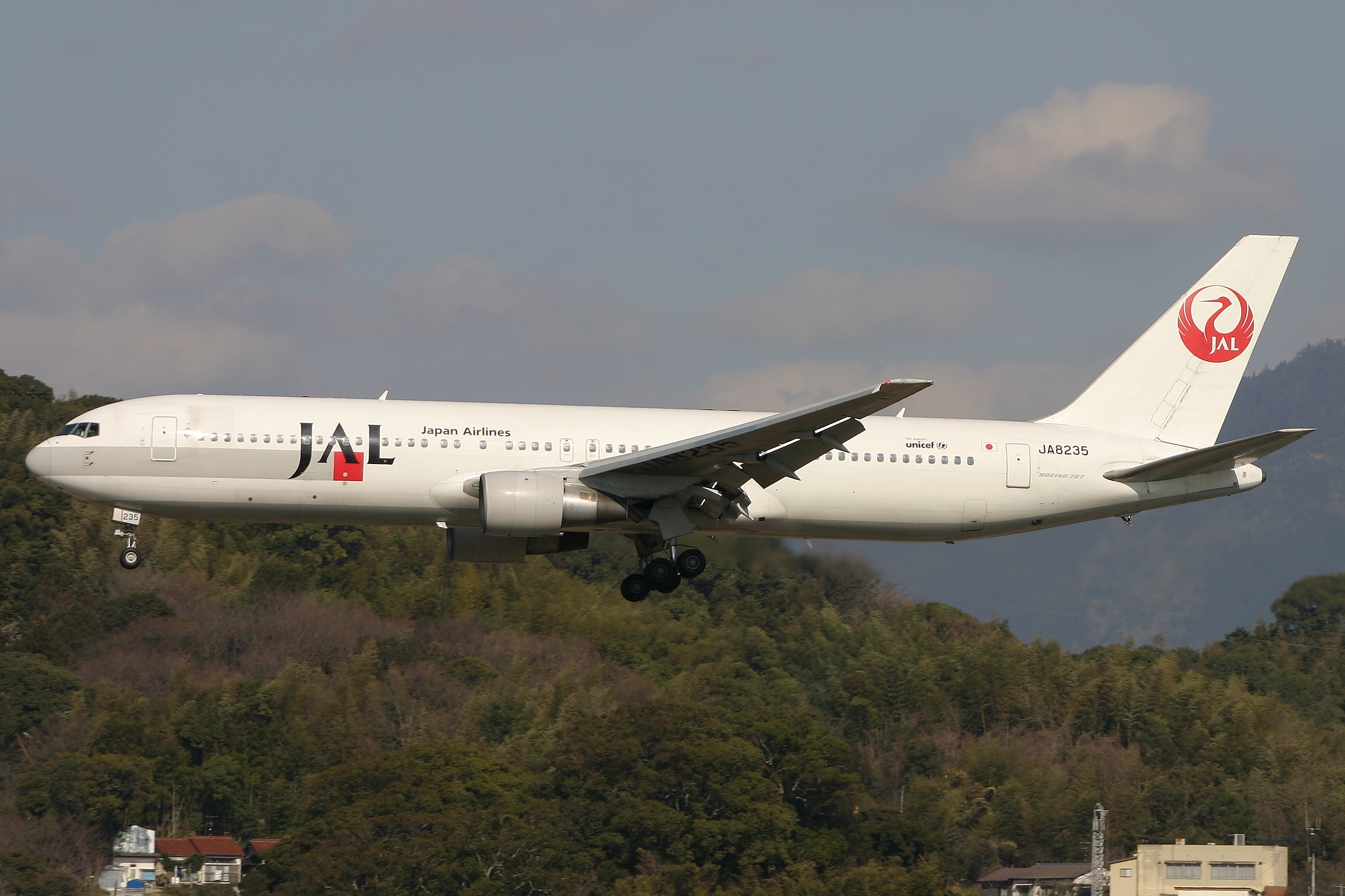
日本航空のボーイング767-300
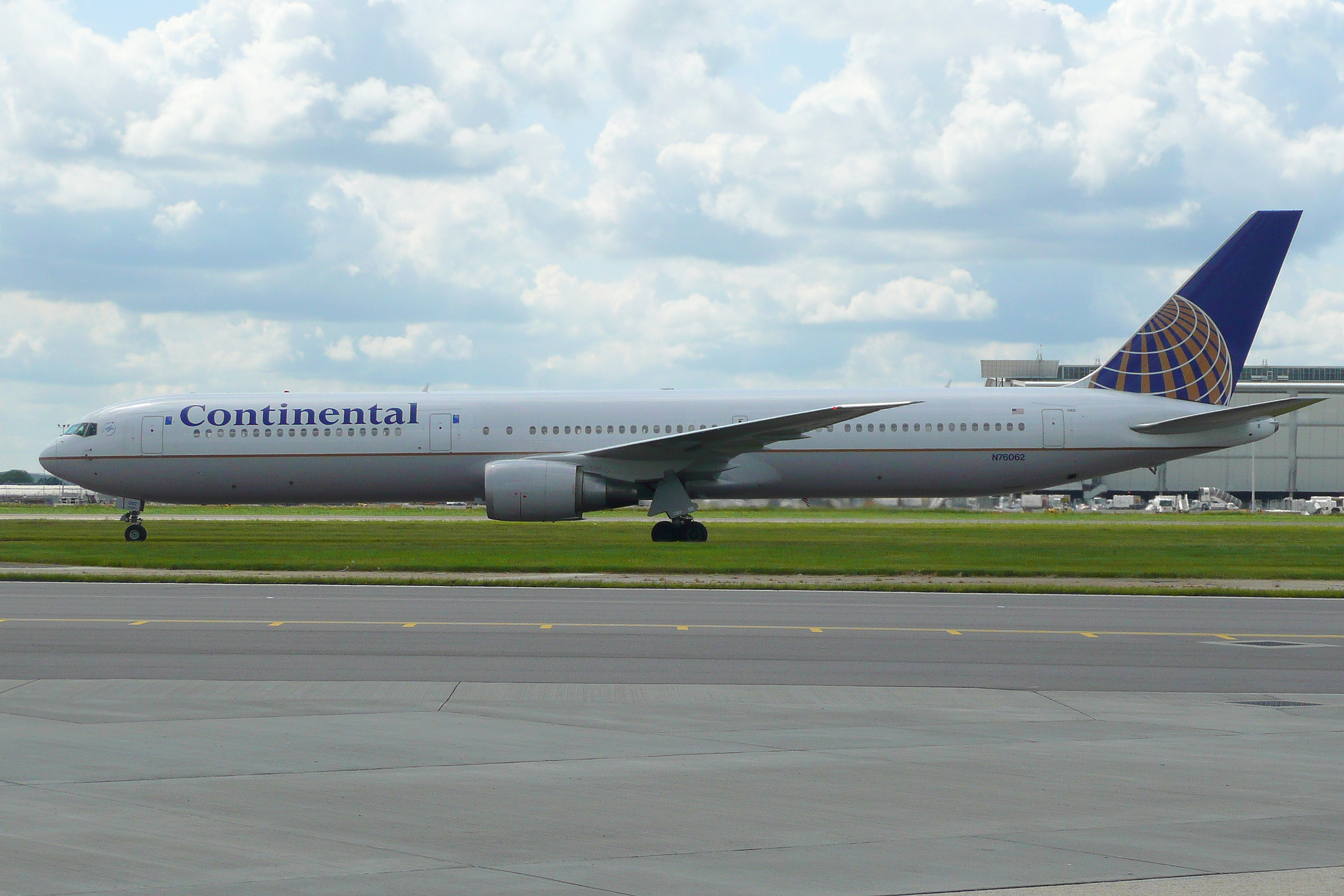
コンチネンタル航空のボーイング767-400ER
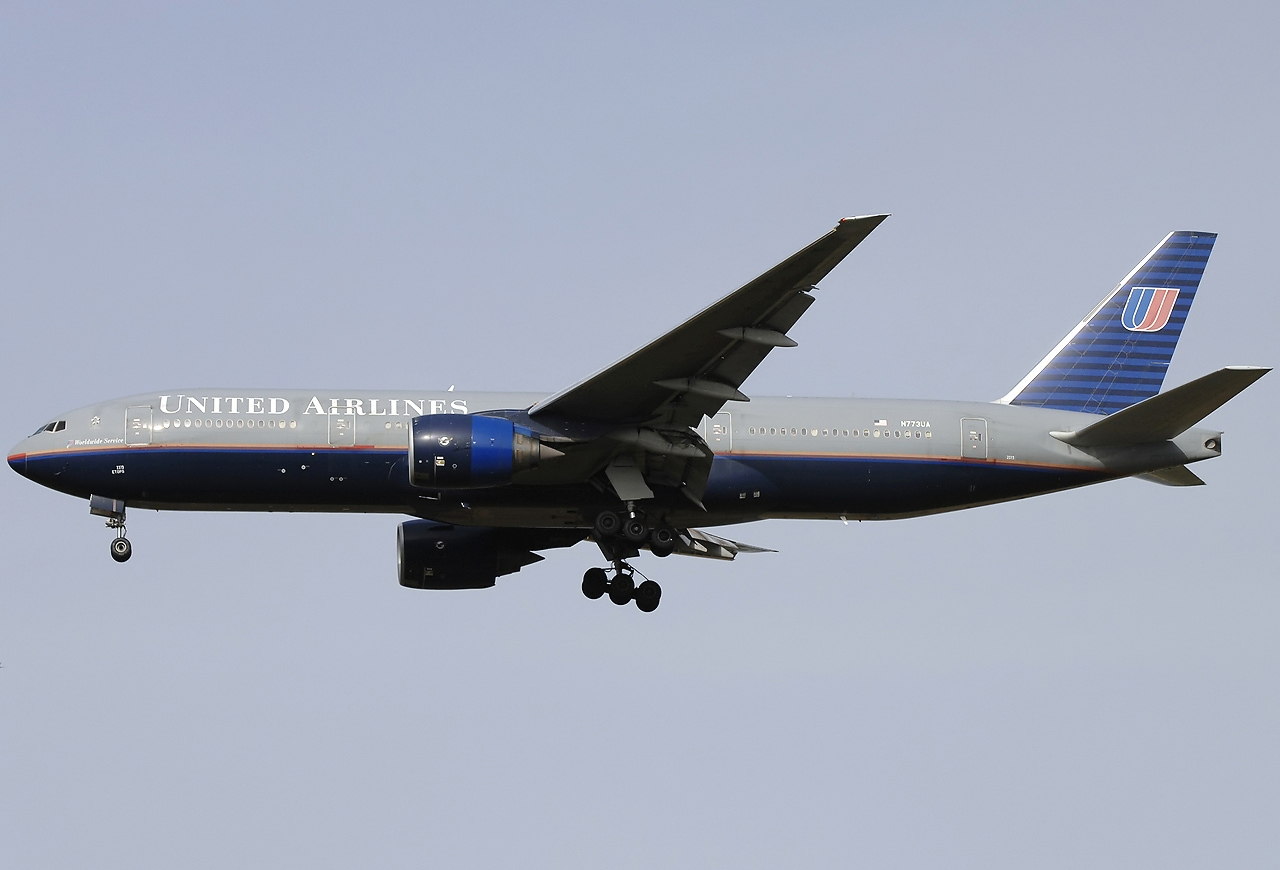
ユナイテッド航空のボーイング777-200
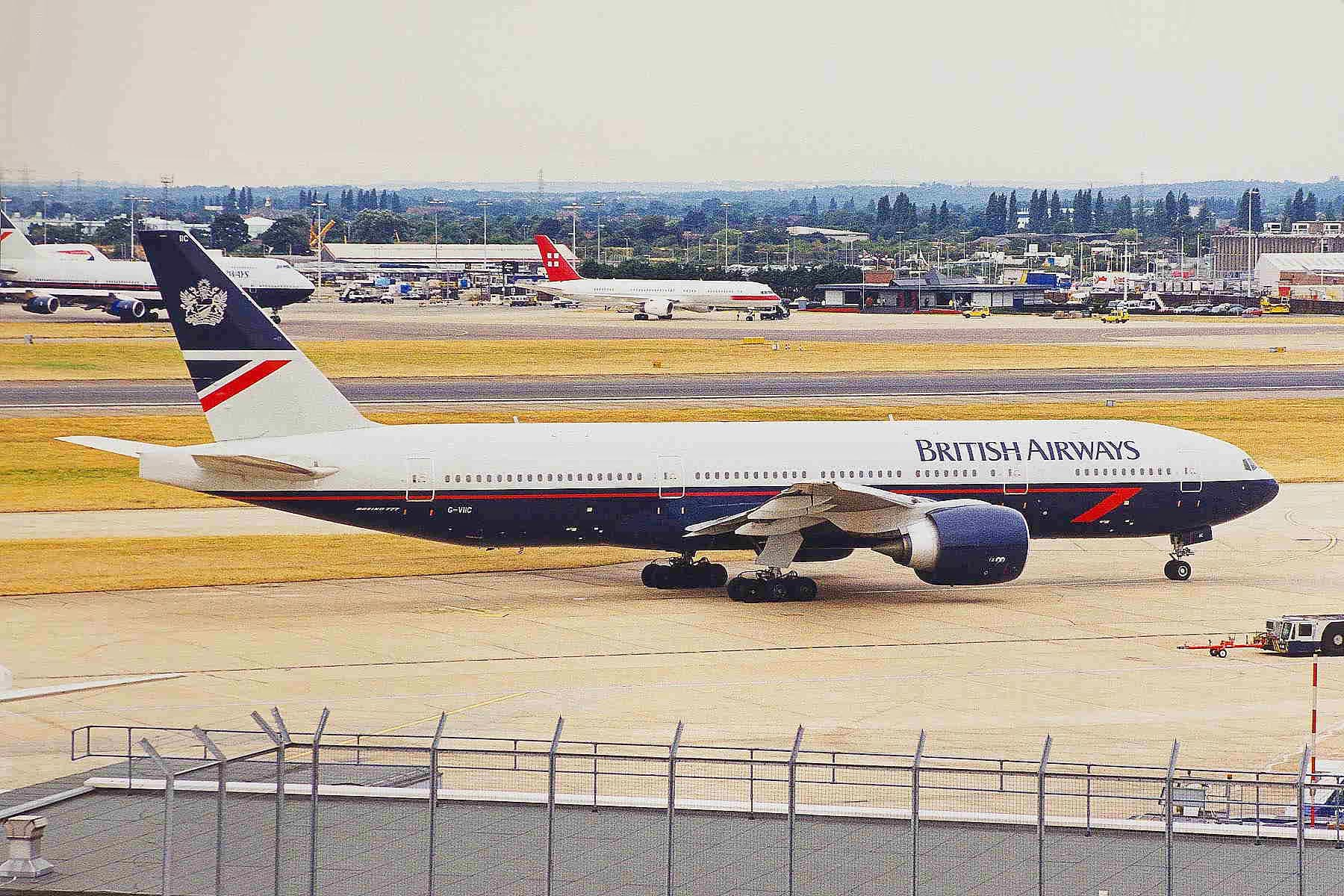
ブリティッシュ・エアウェイズのボーイング777-200ER
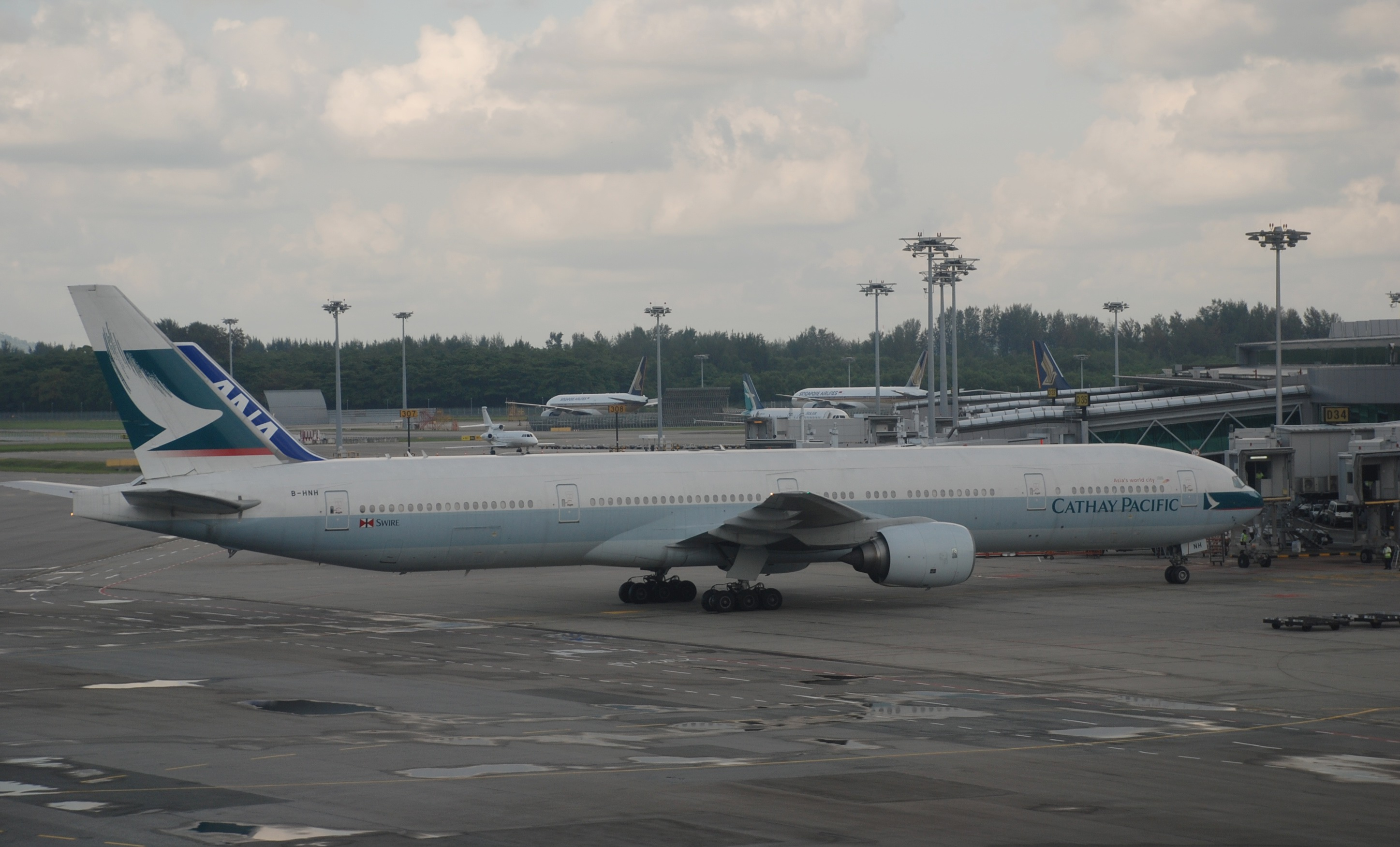
キャセイパシフィック航空のボーイング777-300
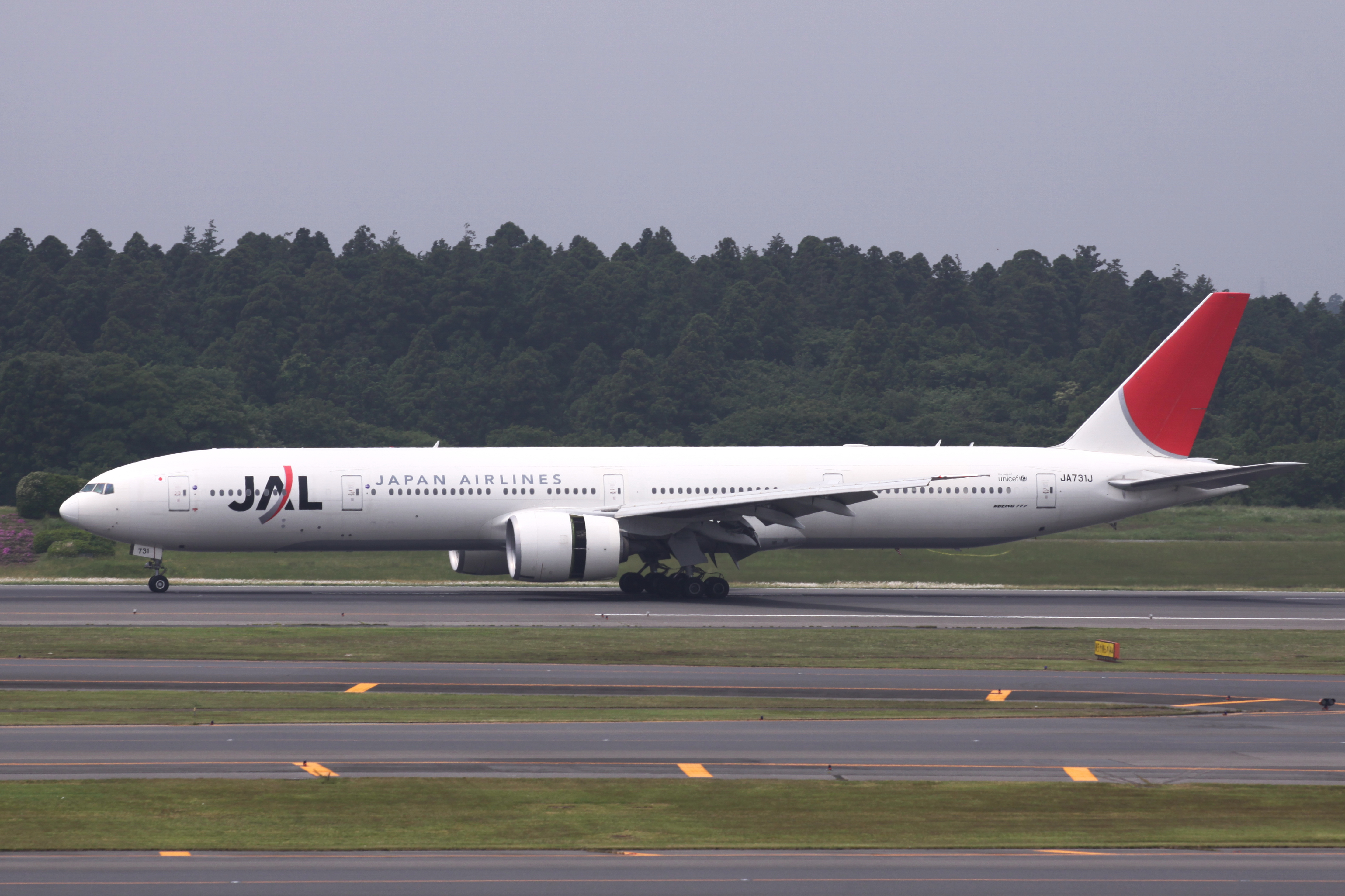
日本航空のボーイング777-300ER
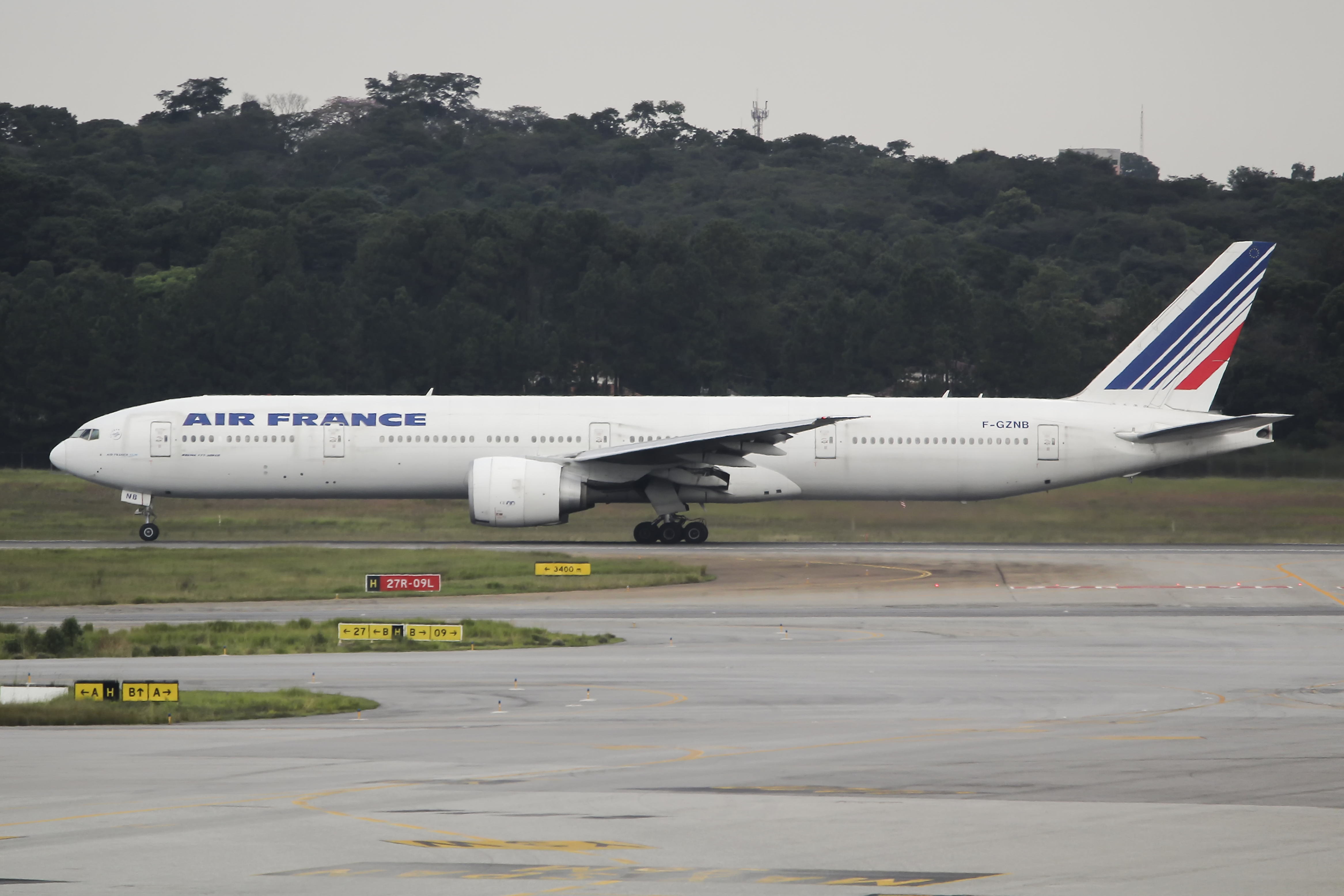
エールフランスのボーイング777-300ER
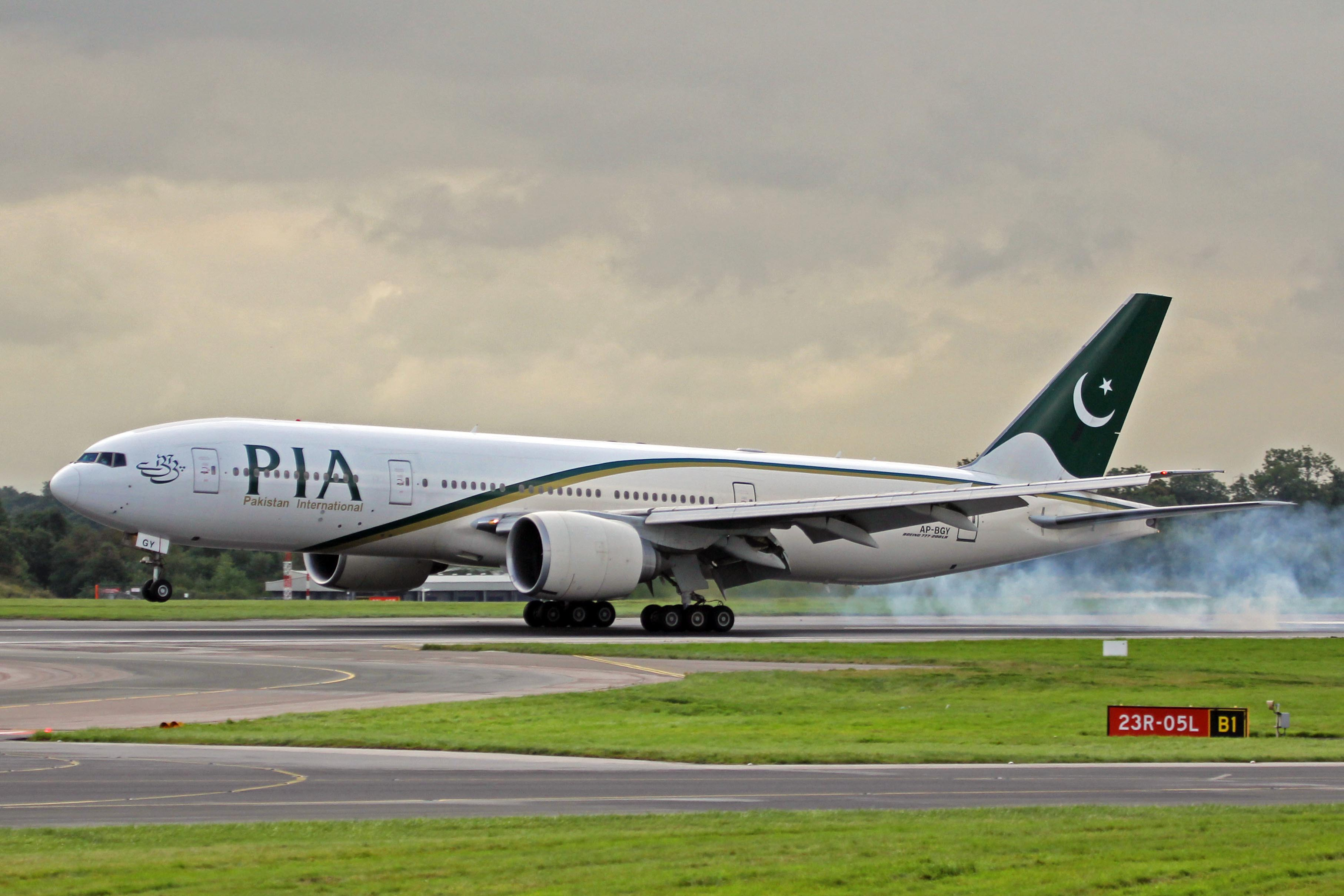
パキスタン国際航空のボーイング777-200LR
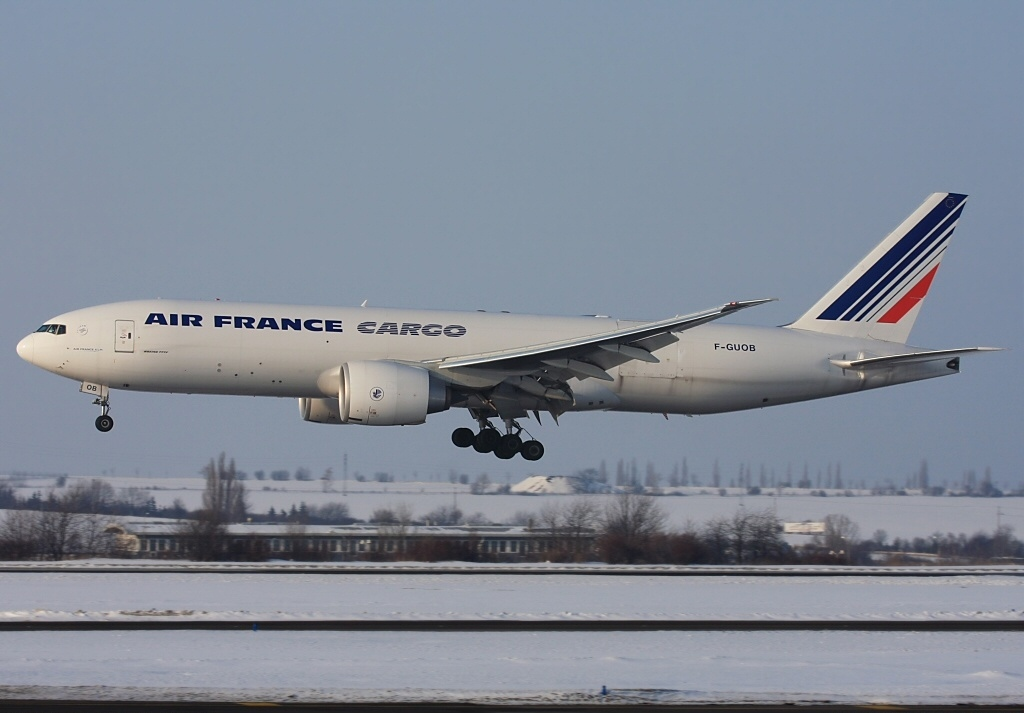
エールフランスのボーイング777-200F
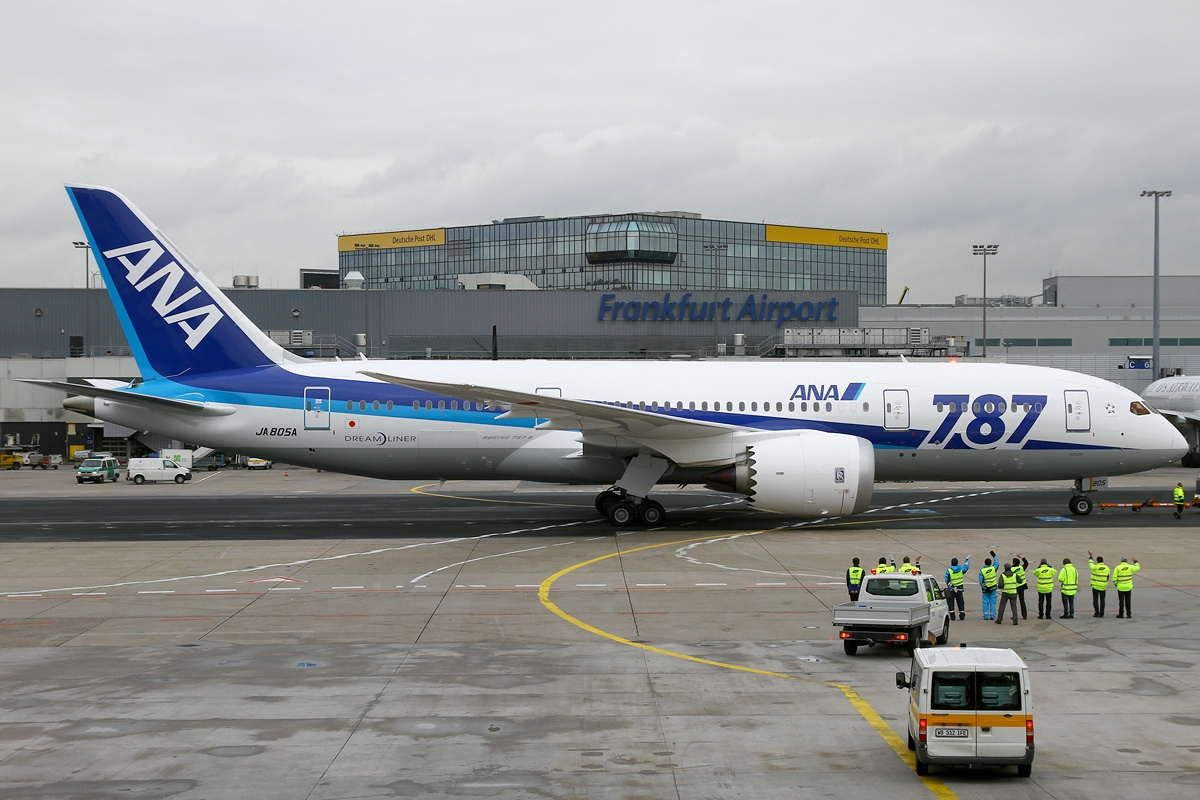
全日空のボーイング787-8
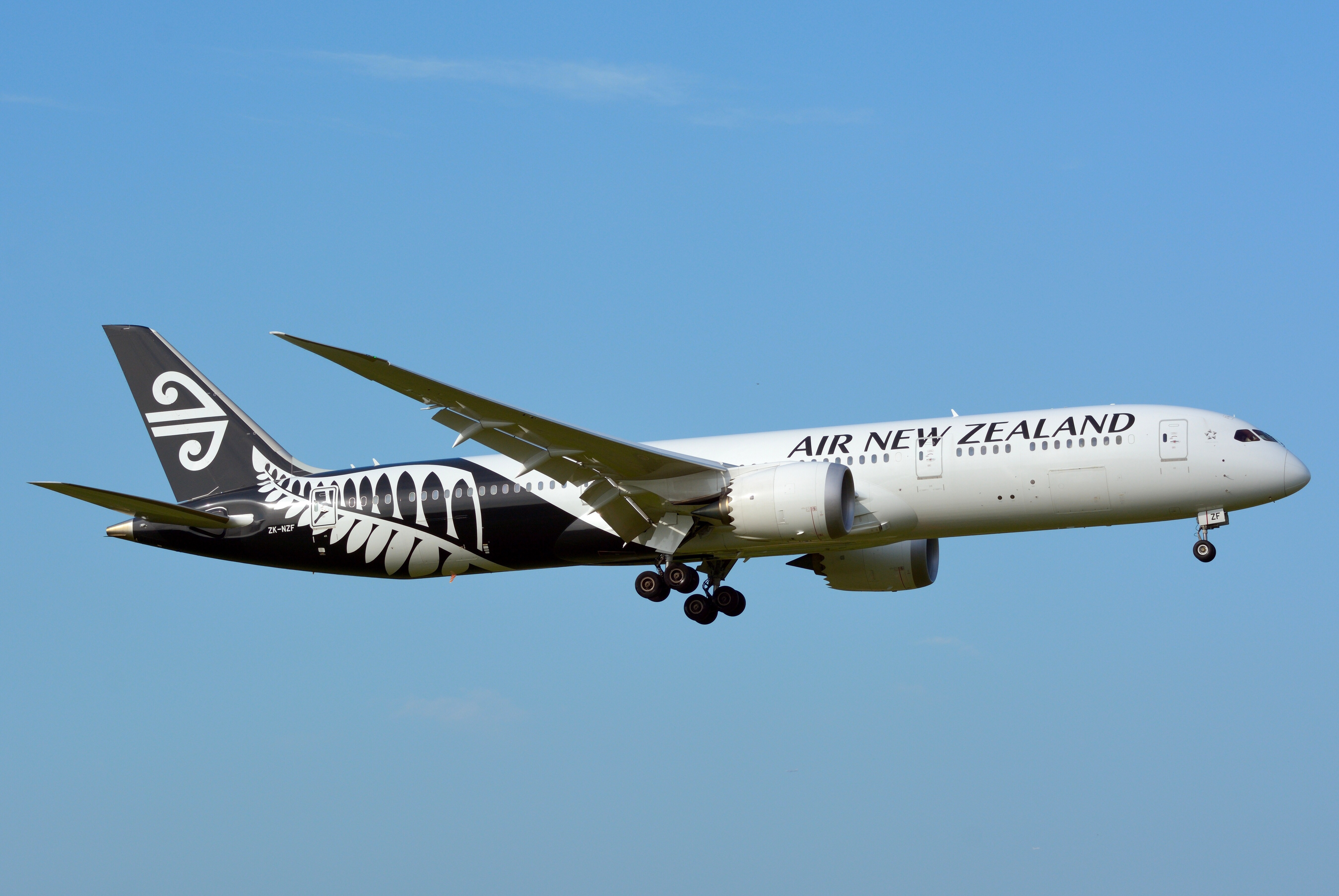
ニュージーランド航空のボーイング787-9
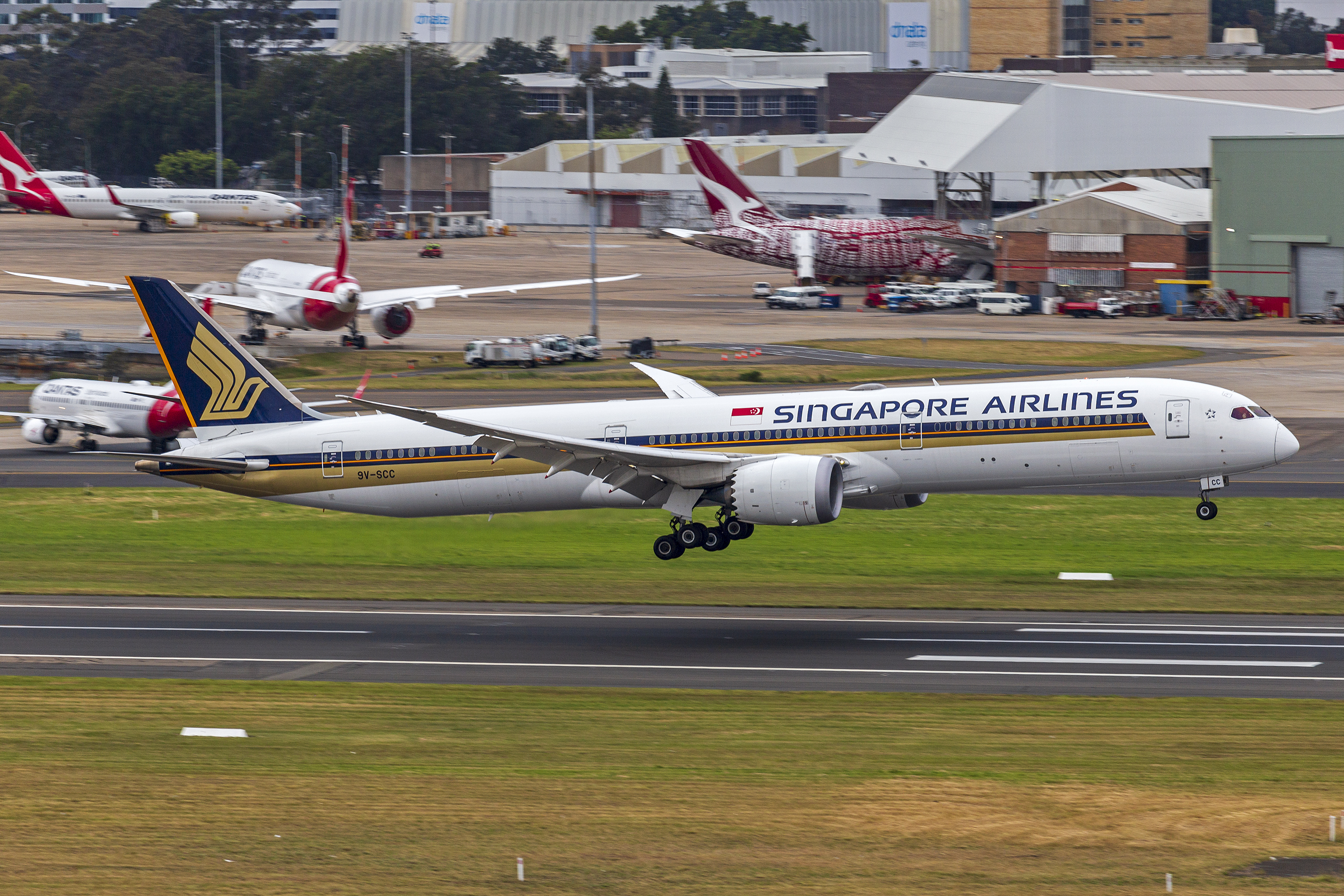
シンガポール航空のボーイング787-10

## 旧マクドネル・ダグラス社(ダグラス・エアクラフト社も含む)
| 航空機        | 航空会社                                                                                              |
| ------------- | --- |
| DC-8          | トランス・カナダ航空(後のエア・カナダ)(-40型)                                                         |
| DC-8          | ユナイテッド航空(-11型、-61型)                                                                        |
| DC-8          | デルタ航空(-11型)                                                                                     |
| DC-8          | フライング・タイガー・ライン(-63型)                                                                   |
| DC-9シリーズ  | デルタ航空(-10型)                                                                                     |
| DC-9シリーズ  | スカンジナビア航空(-20型)                                                                             |
| DC-9シリーズ  | イースタン航空(-30型)                                                                                 |
| DC-9シリーズ  | スカンジナビア航空(-40型)                                                                             |
| DC-9シリーズ  | イースタン航空(-50型)                                                                                 |
| DC-10シリーズ | アメリカン航空(-10型)                                                                                 |
| DC-10シリーズ | メキシカーナ航空、アエロメヒコ航空(共に-15型)                                                         |
| DC-10シリーズ | KLMオランダ航空、スイス航空(共に-30型)                                                                |
| DC-10シリーズ | ノースウエスト航空、日本航空(-40型)                                                                   |
| DC-10シリーズ | フェデックス・エクスプレス(MD-10型)                                                                   |
| MD-80シリーズ | スイス航空(MD-81型)                                                                                   |
| MD-80シリーズ | リパブリック航空(MD-82型)                                                                             |
| MD-80シリーズ | アラスカ航空(MD-83型)                                                                                 |
| MD-80シリーズ | オーストリア航空(MD-87型)                                                                             |
| MD-80シリーズ | デルタ航空(MD-88型)                                                                                   |
| MD-90シリーズ | デルタ航空                                                                                            |
| MD-95         | バリュージェット航空(後のエアトラン航空)(開発中にボーイング社に吸収合併、ボーイング717として開発継続) |
| MD-11         | フィンランド航空(旅客型)                                                                              |
| MD-11         | フェデックス・エクスプレス(-F型)                                                                      |

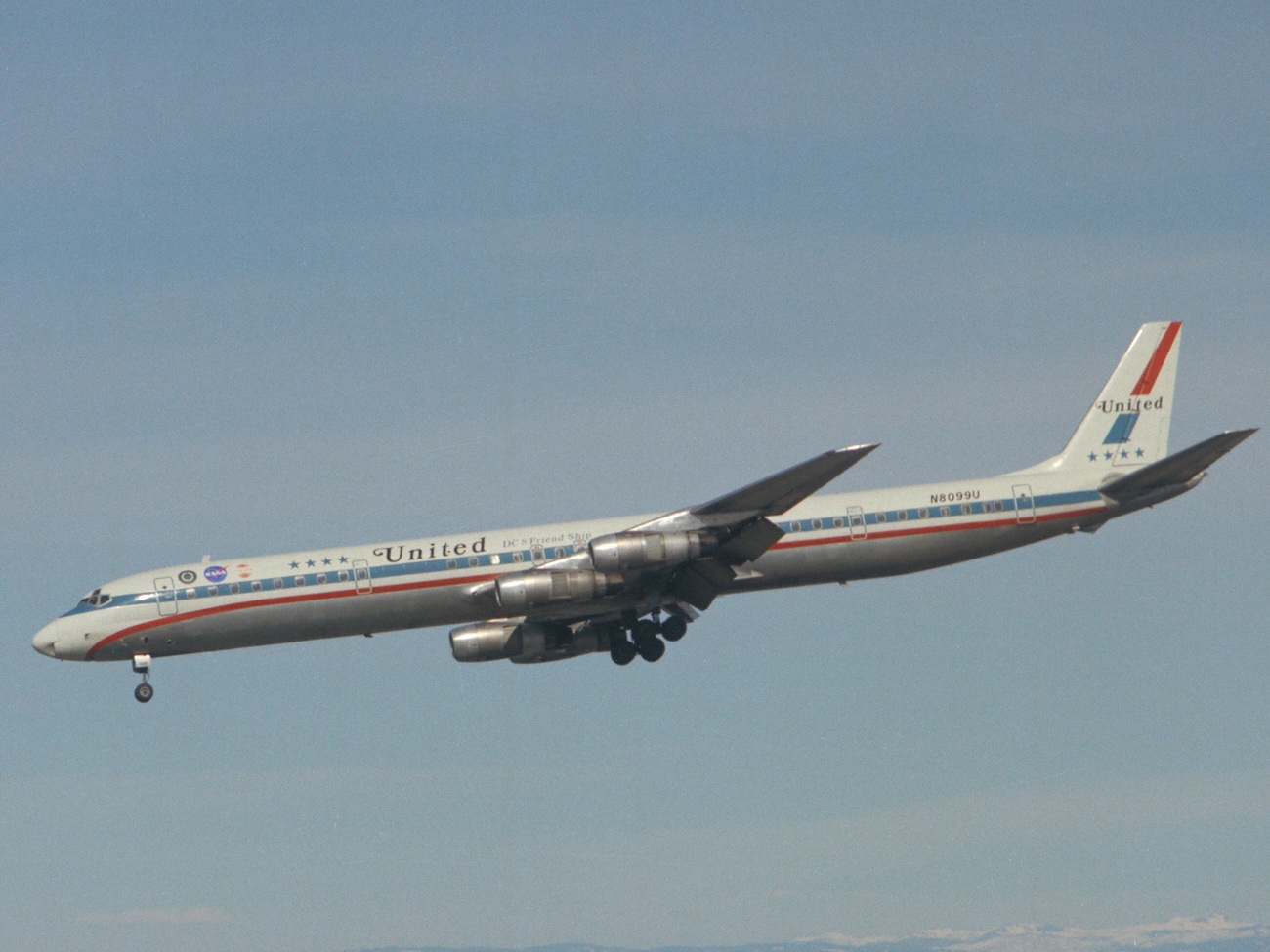
ユナイテッド航空のダグラス DC-8
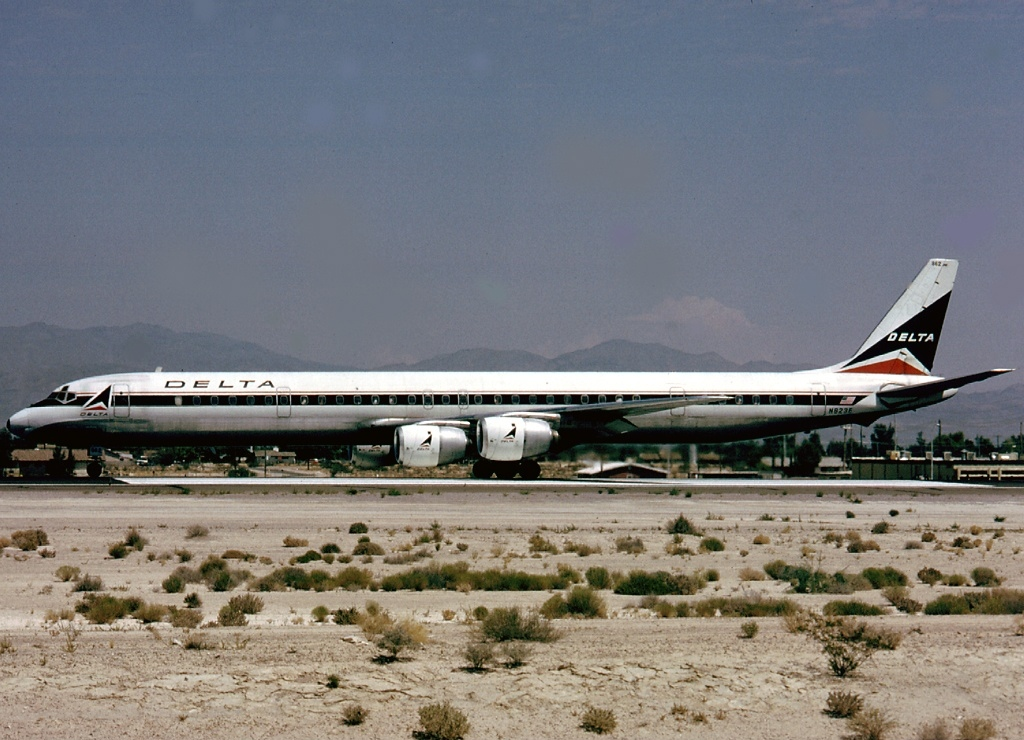
デルタ航空のダグラス DC-8
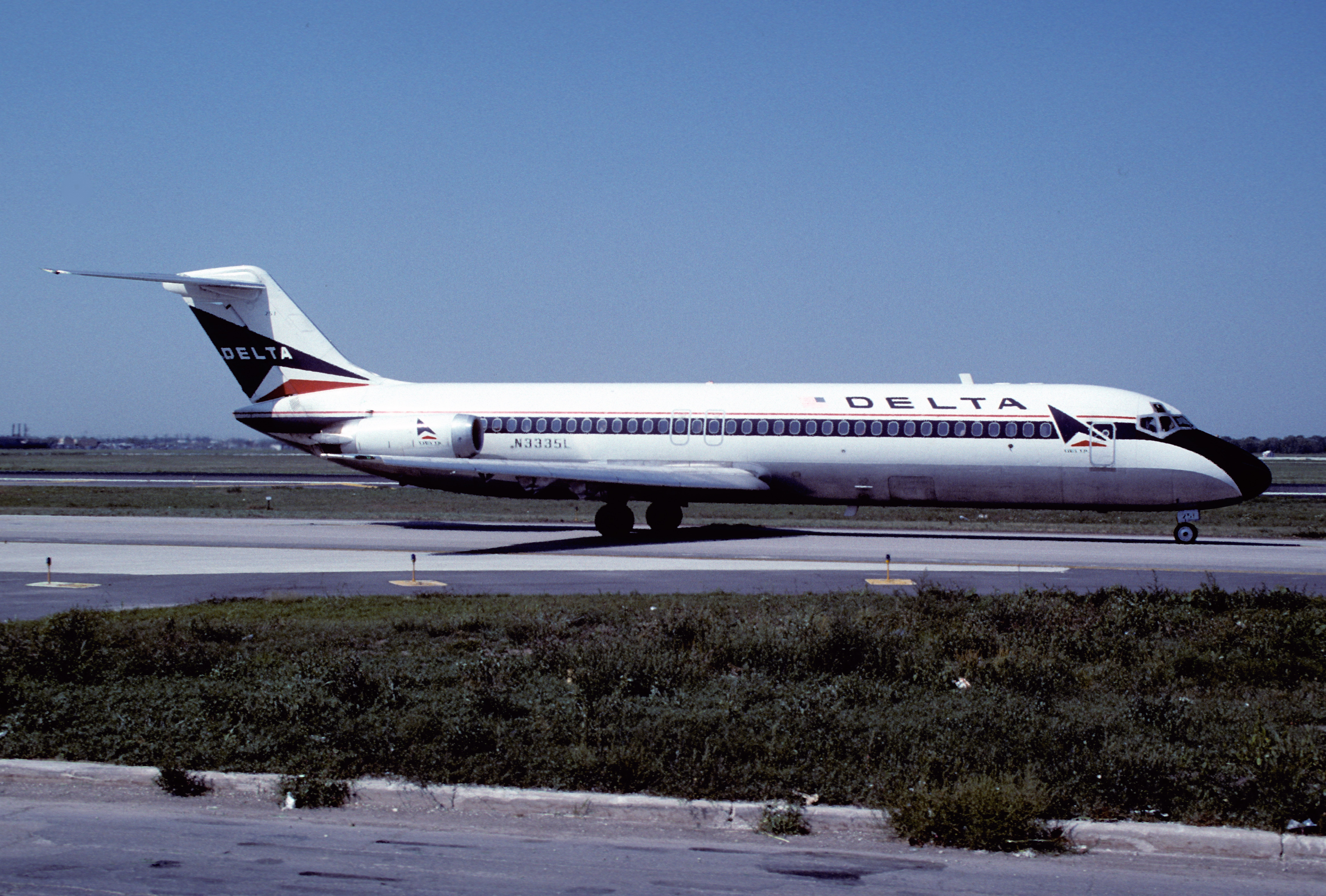
デルタ航空のダグラス DC-9
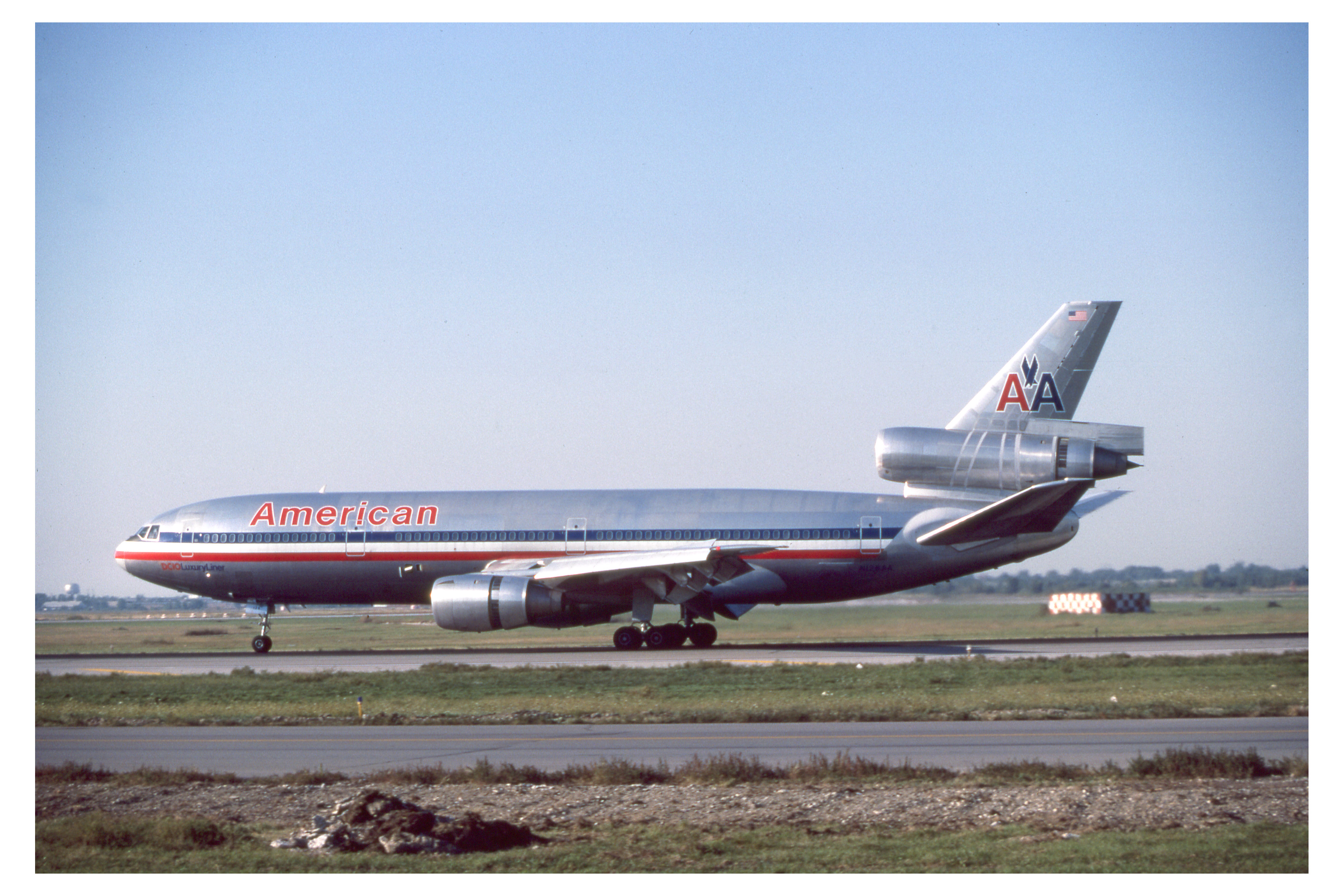
アメリカン航空のマクドネル・ダグラス DC-10
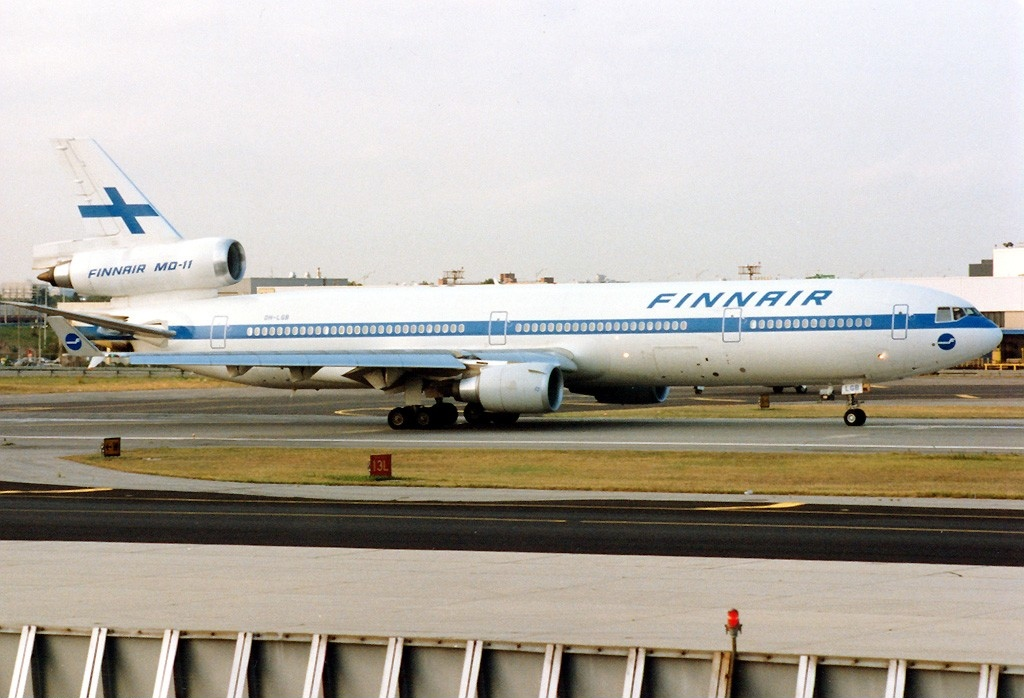
フィンランド航空のマクドネル・ダグラス MD-11

## エアバス社

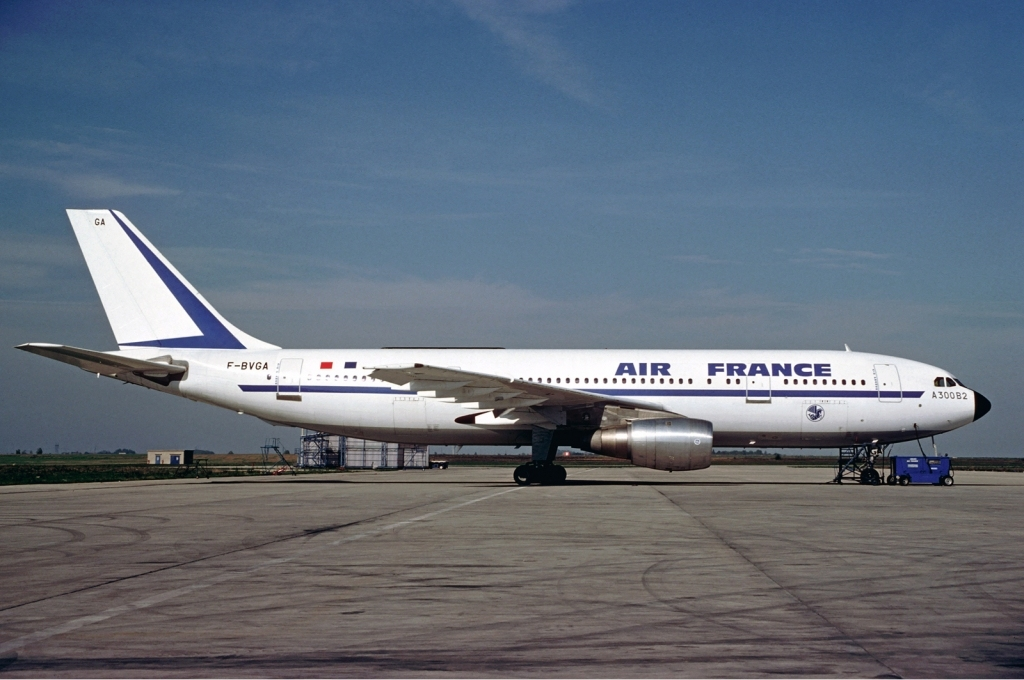
エールフランスのA300
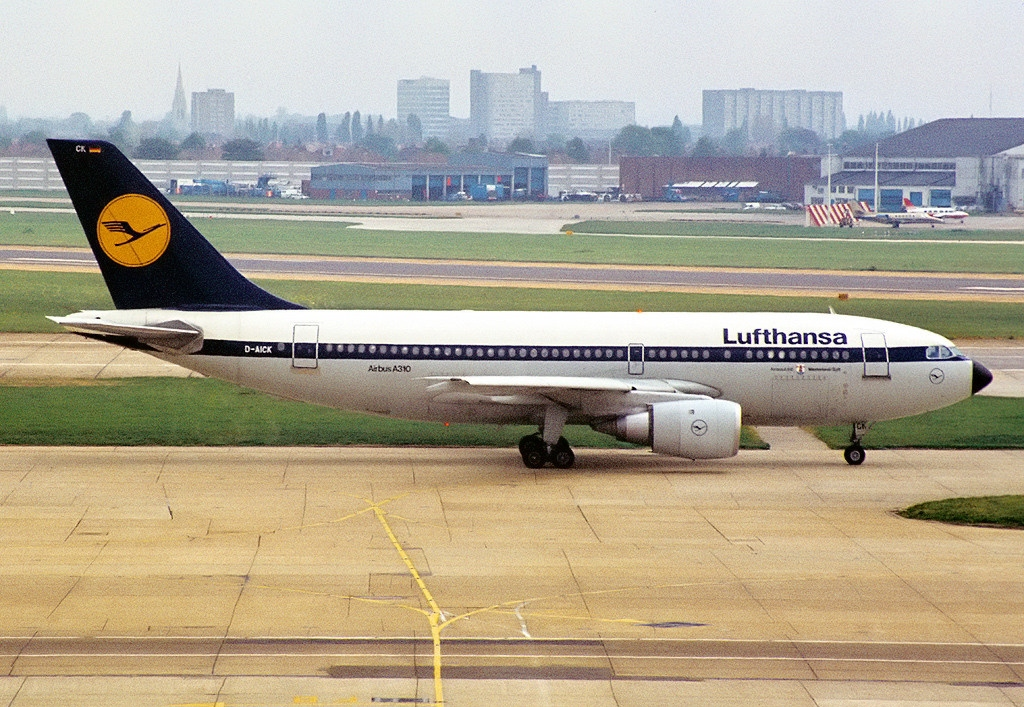
ルフトハンザ航空のA310
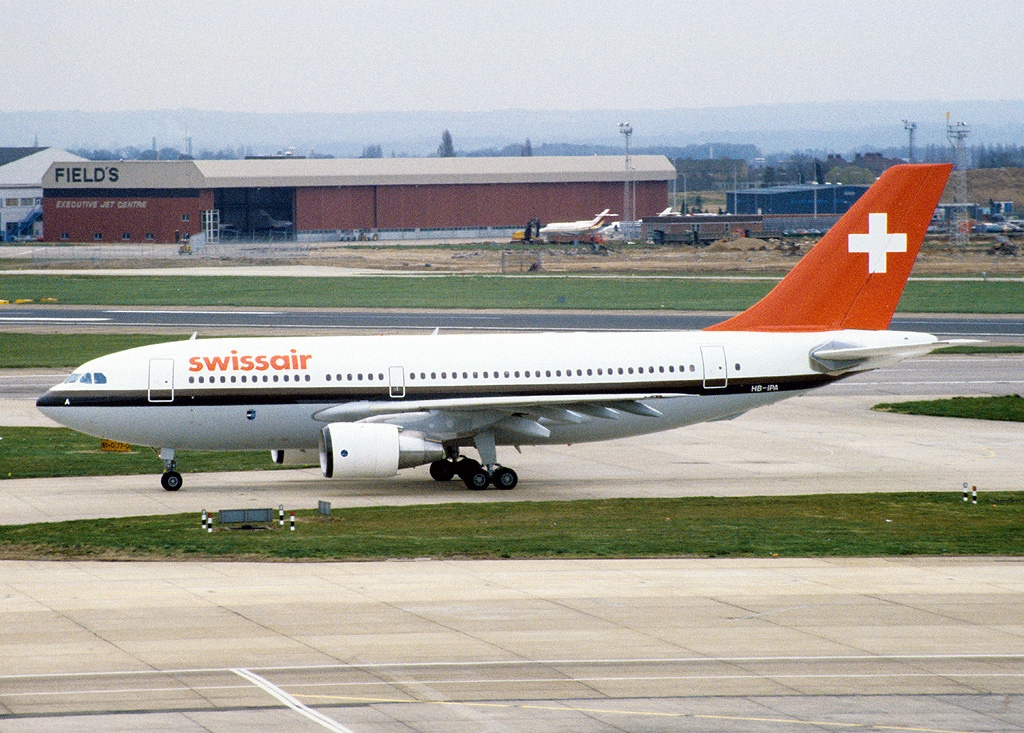
スイス航空のA310
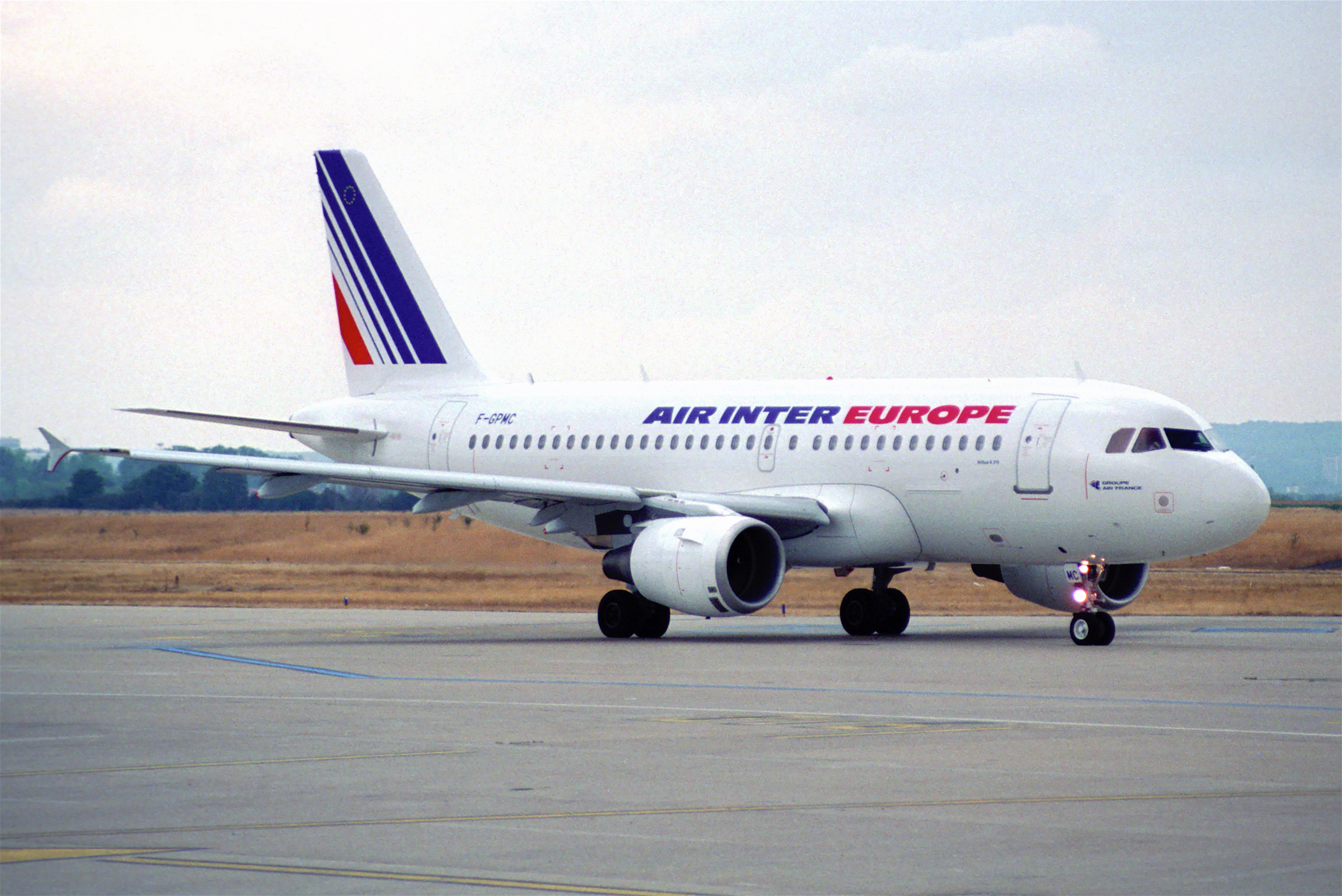
エールアンテールのA319
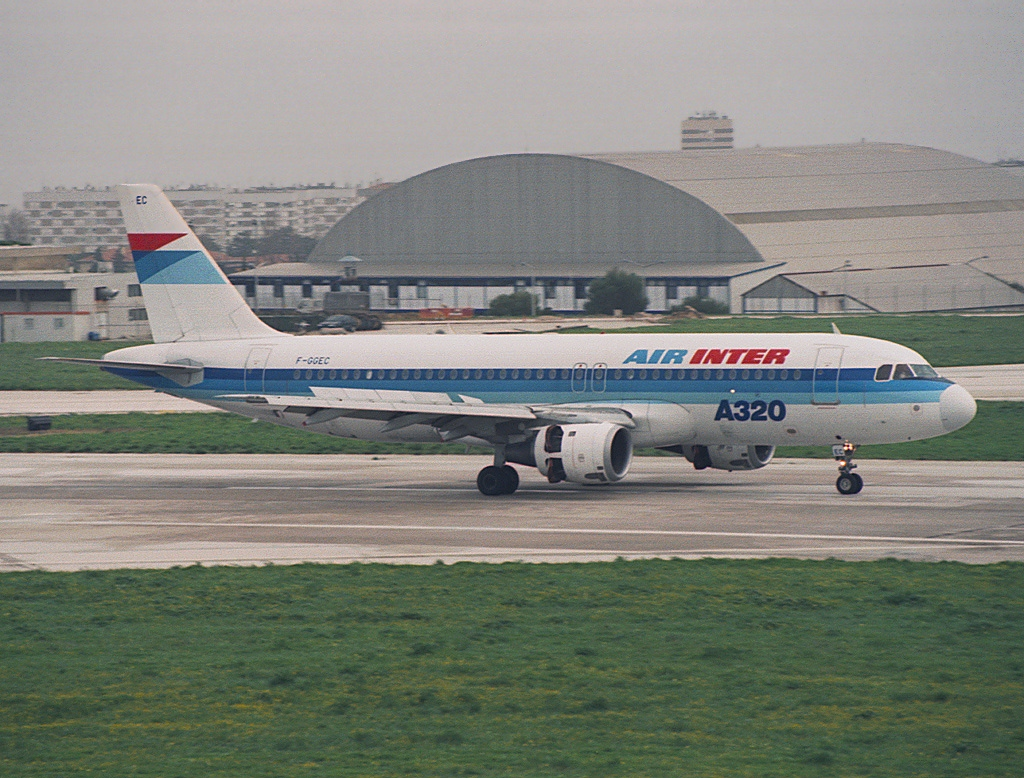
エールアンテールのA320
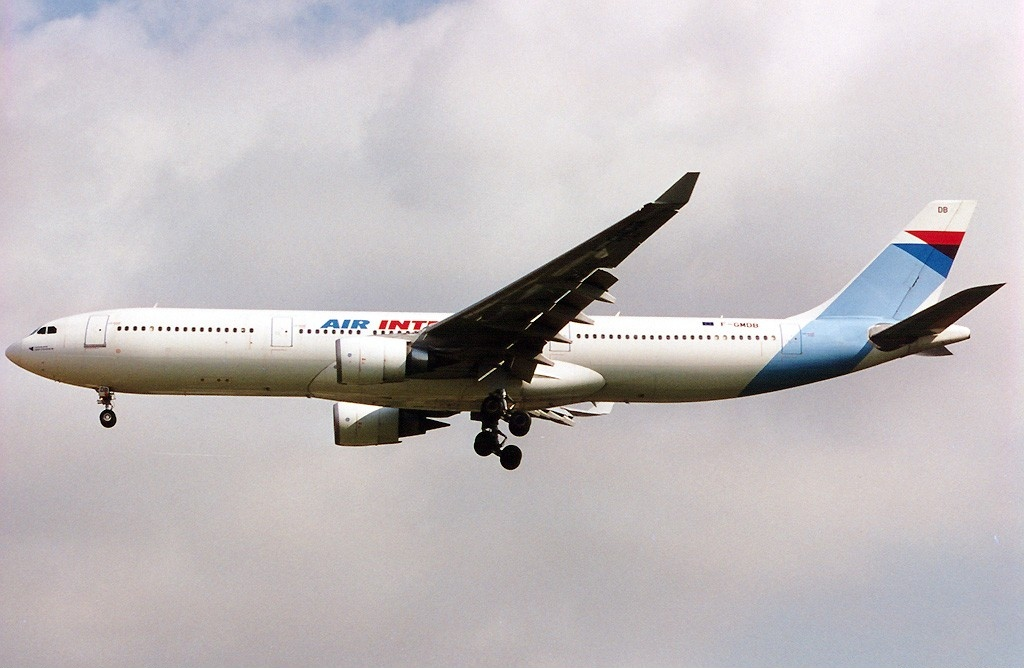
エールアンテールのA330
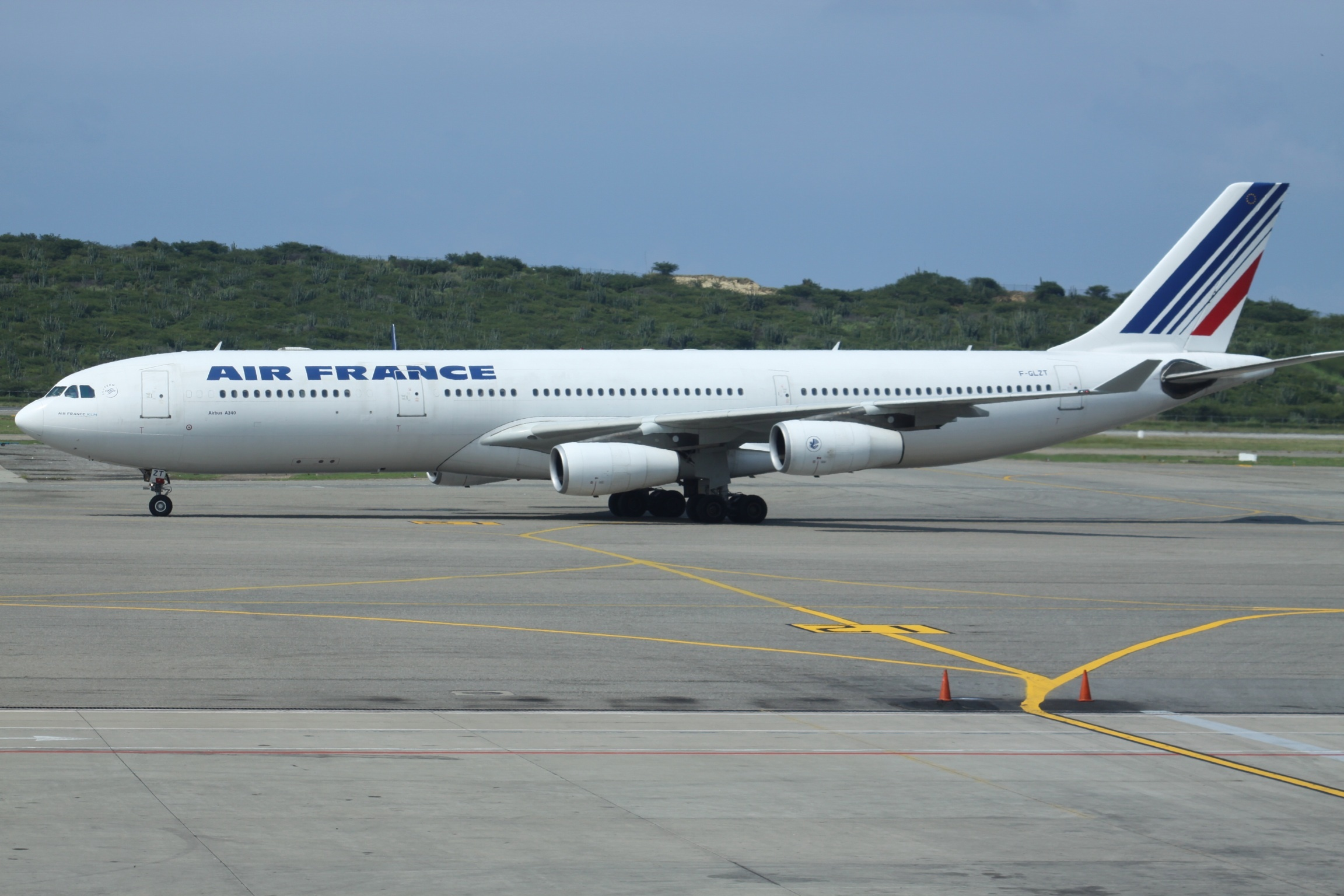
エールフランスのA340
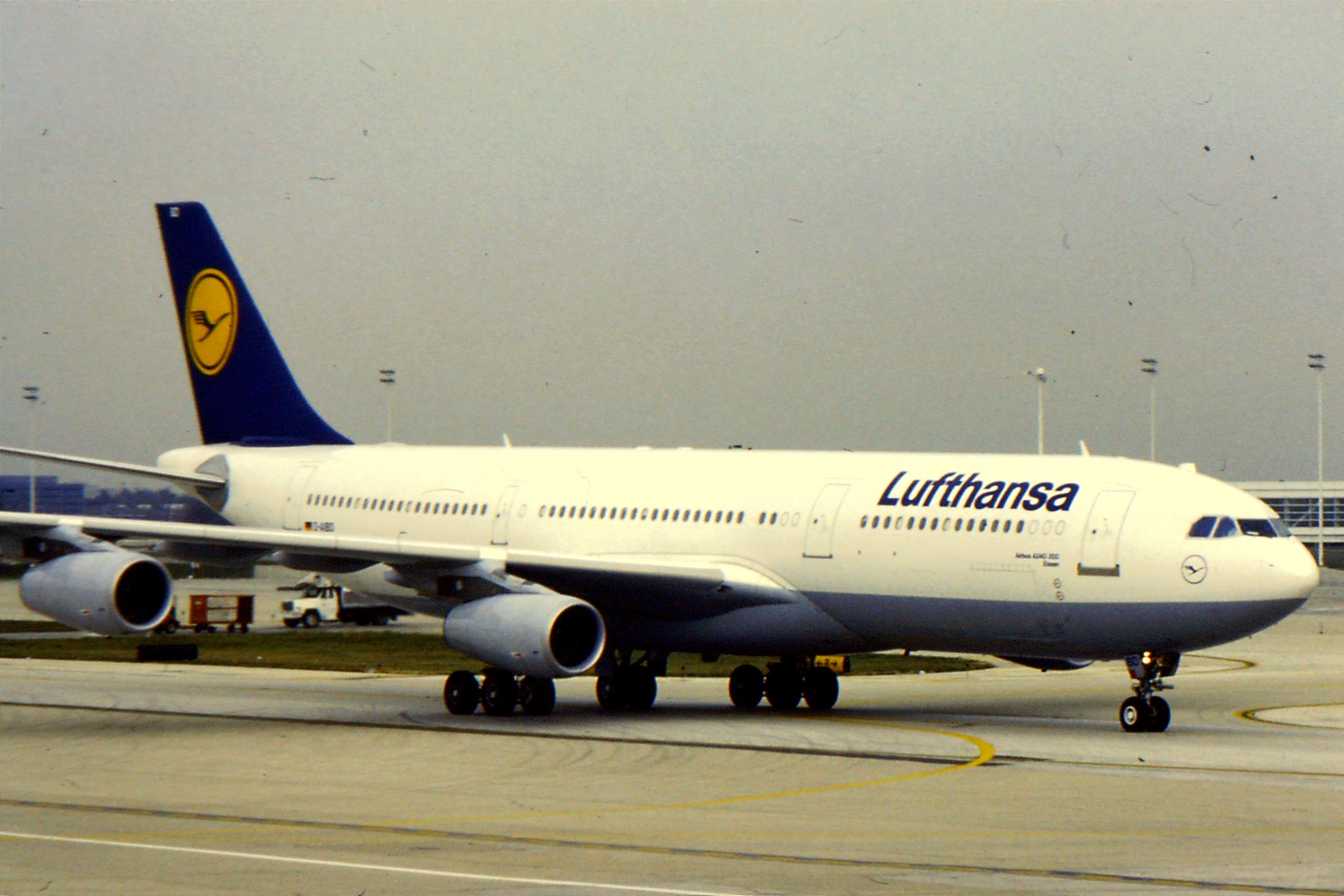
ルフトハンザ航空のA340
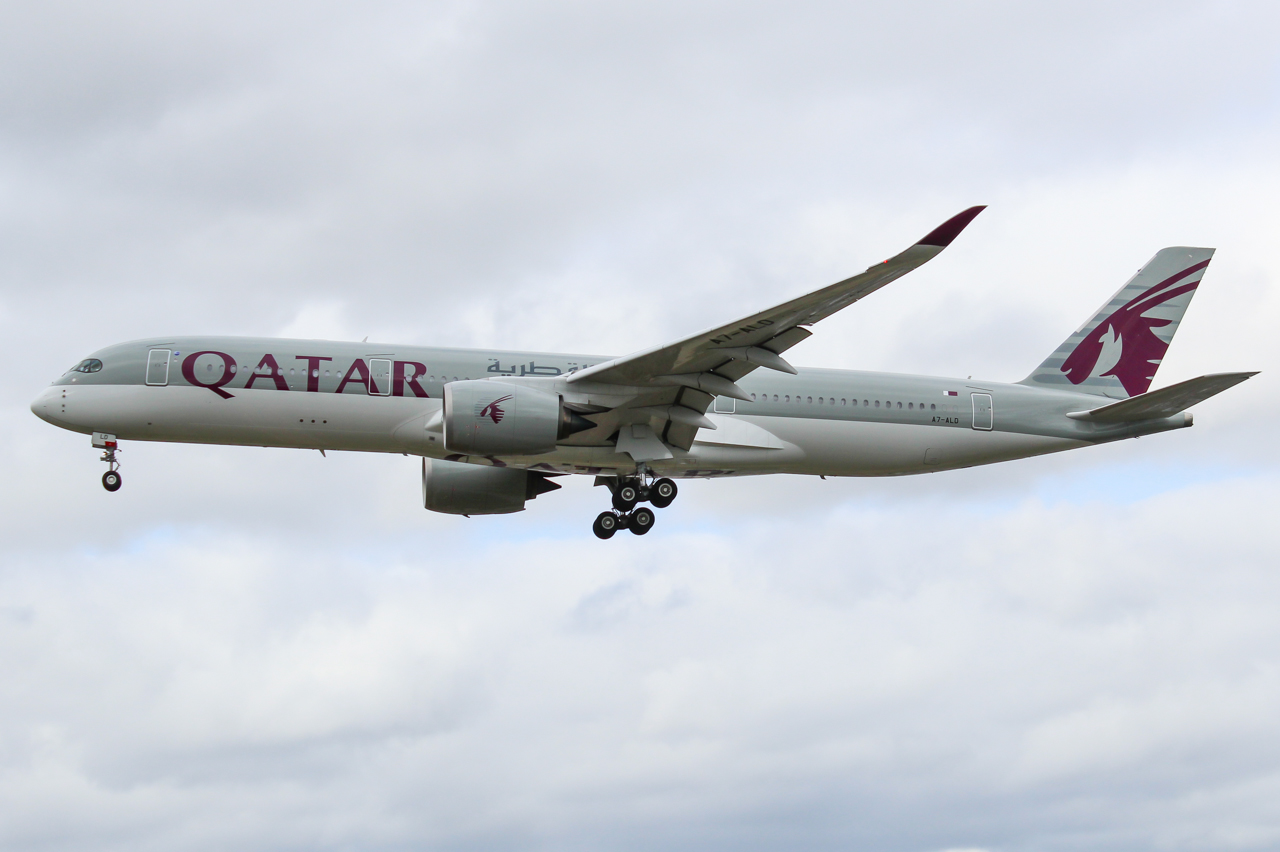
カタール航空のA350
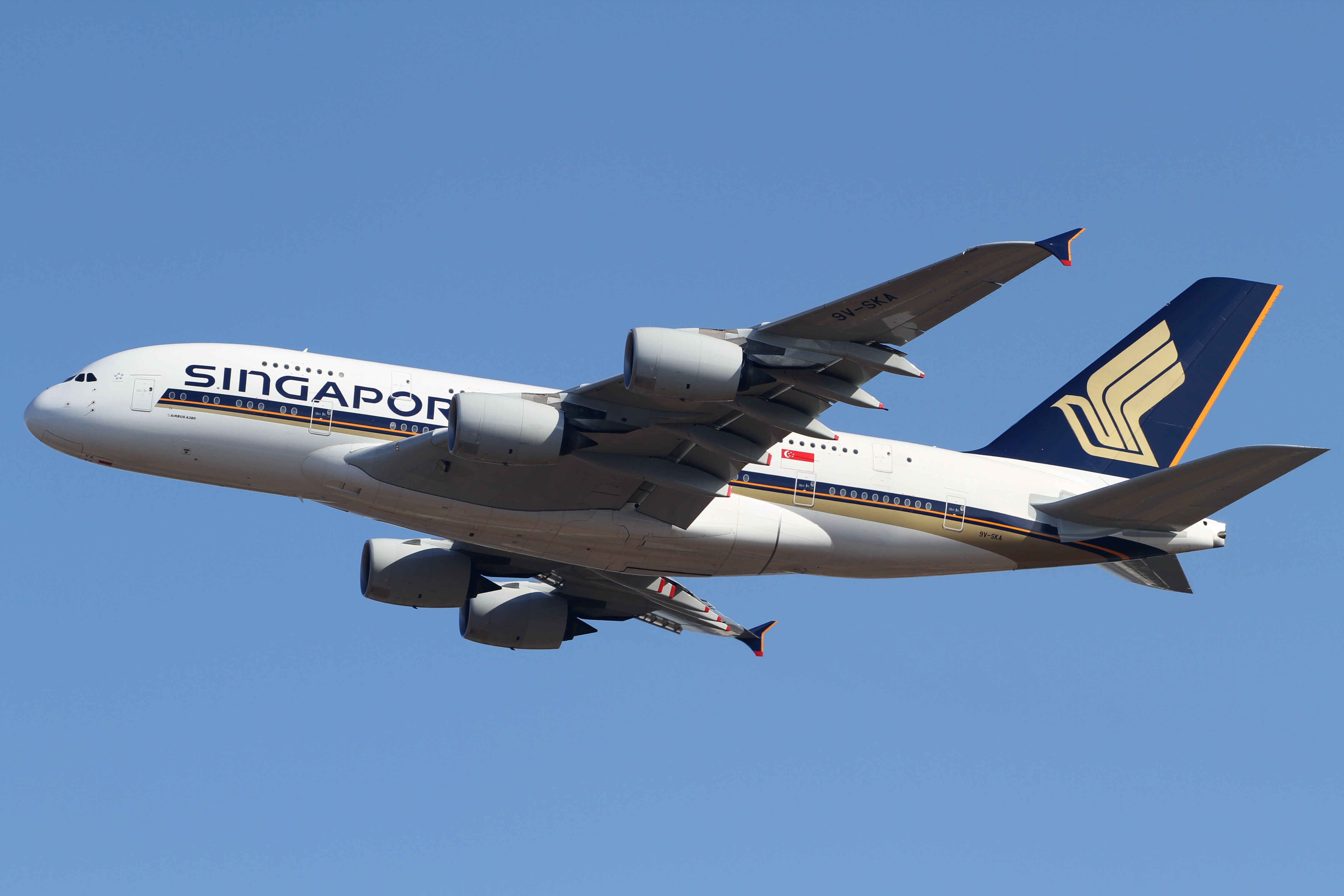
シンガポール航空のA380
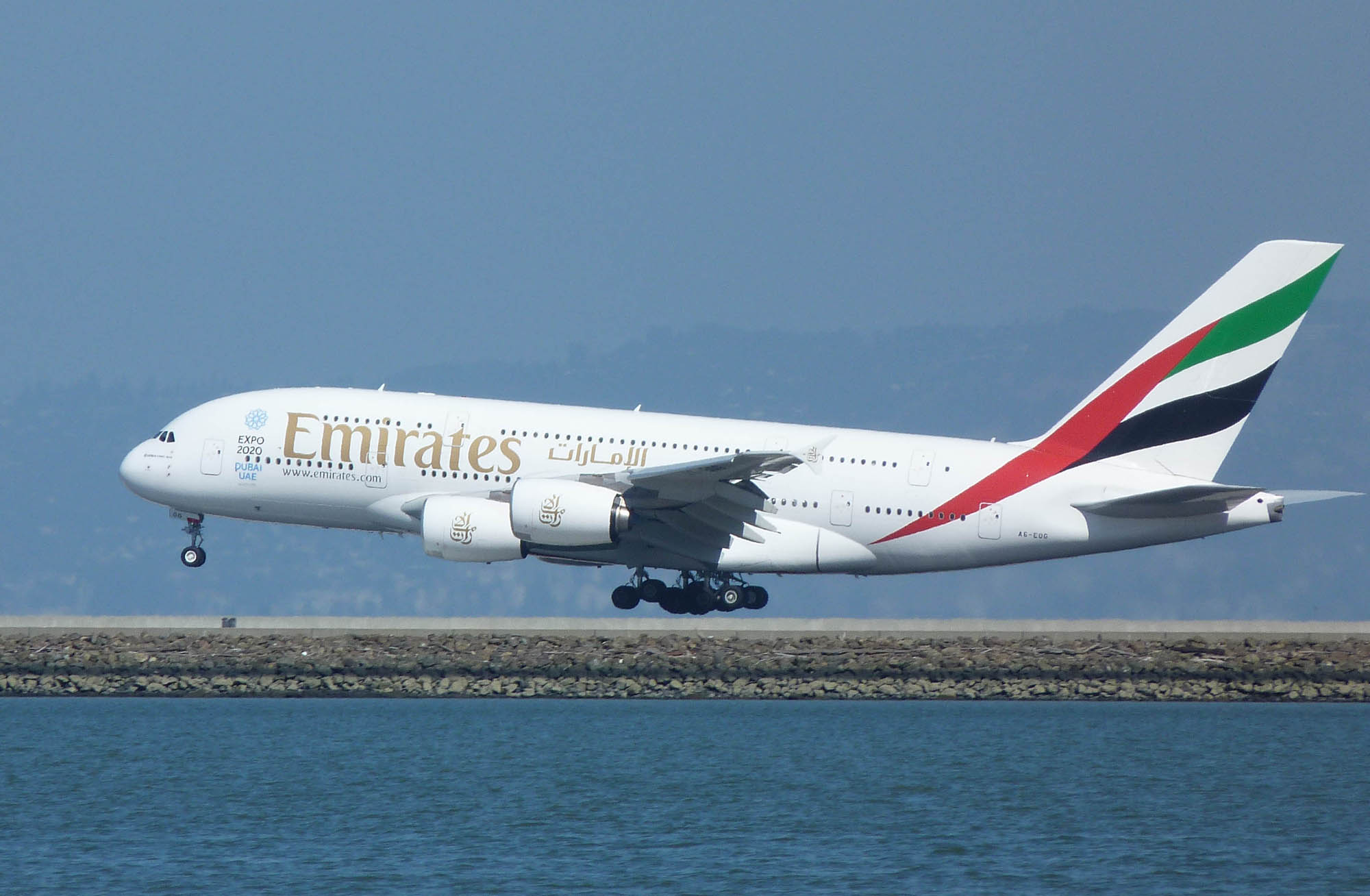
エミレーツ航空のA380

| 航空機               | 航空会社                                                 |
| エアバスA300         | 旅客型                                                   |
| -------------------- | -------------------------------------------------------- |
| エアバスA300         | エールフランス(B2-100型、B4-200型)                       |
| エアバスA300         | 南アフリカ航空(B2-200型)                                 |
| エアバスA300         | スカンジナビア航空(B2-300型)                             |
| エアバスA300         | ジャーマンエアー(B4-100型)                               |
| エアバスA300         | ハパックロイド(C4型)                                     |
| エアバスA300         | サウジアラビア航空(-600型)                               |
| エアバスA300         | アメリカン航空(-600R型)                                  |
| エアバスA300         | 貨物型                                                   |
| エアバスA300         | フェデラル・エクスプレス(-600F型)                        |
| エアバスA310         | ルフトハンザドイツ航空、スイス航空(-200型)               |
| エアバスA310         | スイス航空(-300型)                                       |
| エアバスA320シリーズ | フロンティア航空(エアバスA318)                           |
| エアバスA320シリーズ | スイス航空(エアバスA319)                                 |
| エアバスA320シリーズ | 中国南方航空(エアバスA319neo)                            |
| エアバスA320シリーズ | エールフランス(A320-100型、200型)                        |
| エアバスA320シリーズ | ルフトハンザドイツ航空(エアバスA320neo､エアバスA321-100) |
| エアバスA320シリーズ | モナーク航空(A321-200)                                   |
| エアバスA320シリーズ | ヴァージン・アメリカ(エアバスA321neo)                    |
| エアバスA320シリーズ | アルキア・イスラエル航空(エアバスA321LR)                 |
| エアバスA320シリーズ | イベリア航空(エアバスA321XLR)                            |
| エアバスA330         | 旅客型                                                   |
| エアバスA330         | カナダ3000(-200型)                                       |
| エアバスA330         | 大韓航空(-200HGW型)                                      |
| エアバスA330         | エールアンテール(-300型)                                 |
| エアバスA330         | デルタ航空(-300HGW型)                                    |
| エアバスA330         | サウディア(-300Regional型)                               |
| エアバスA330         | クウェート航空(-800neo)                                  |
| エアバスA330         | TAPポルトガル航空(-900neo)                               |
| エアバスA330         | 貨物型                                                   |
| エアバスA330         | エティハド航空カーゴ(-200F)                              |
| エアバスA330         | エジプト航空(-200P2F)                                    |
| エアバスA330         | DHLアビエーション(-300P2F)                               |
| エアバスA340         | ルフトハンザドイツ航空(-200型)                           |
| エアバスA340         | エールフランス(-300型)                                   |
| エアバスA340         | エミレーツ航空(-500型)                                   |
| エアバスA340         | ヴァージン・アトランティック航空(-600型)                 |
| エアバスA350 XWB     | カタール航空(-900型、-1000型)                            |
| エアバスA350 XWB     | シンガポール航空(-900ULR型)                              |
| エアバスA350 XWB     | カンタス航空(-1000ULR型)                                 |
| エアバスA380         | シンガポール航空、エミレーツ航空                         |

- エールフランスのA300
- ルフトハンザ航空のA310
- スイス航空のA310
- エールアンテールのA319
- エールアンテールのA320
- エールアンテールのA330
- エールフランスのA340
- ルフトハンザ航空のA340
- カタール航空のA350
- シンガポール航空のA380
- エミレーツ航空のA380

## ロッキード（現ロッキード・マーティン
- コンステレーション
  - トランス・ワールド航空
- L-188 エレクトラ
  - アメリカン航空
- L-1011 トライスター
  - イースタン航空

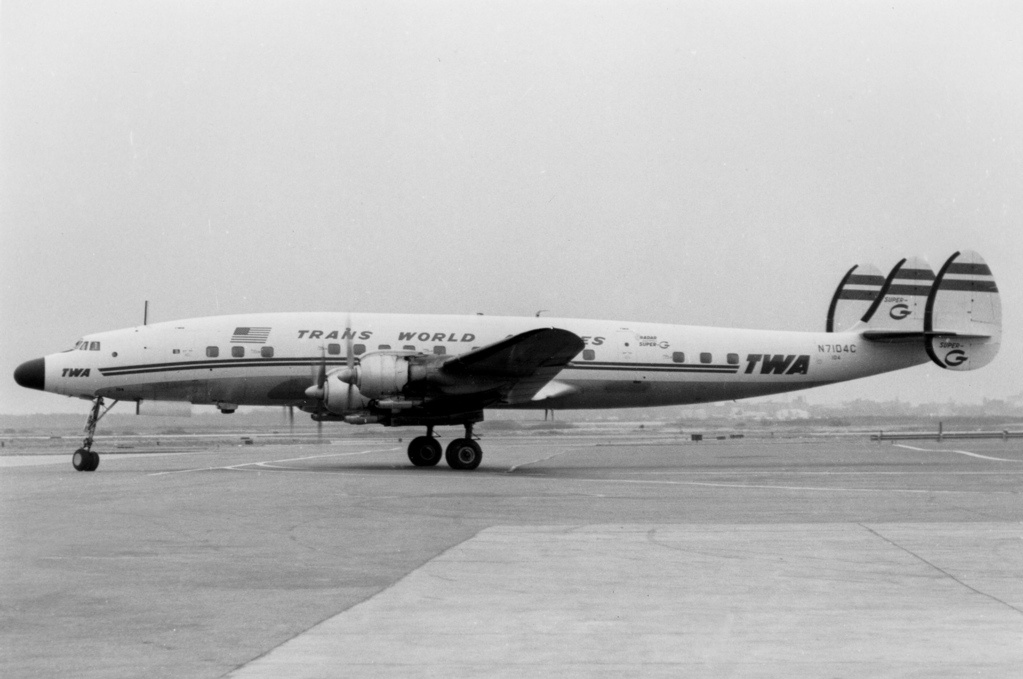
トランスワールド航空のL-1049
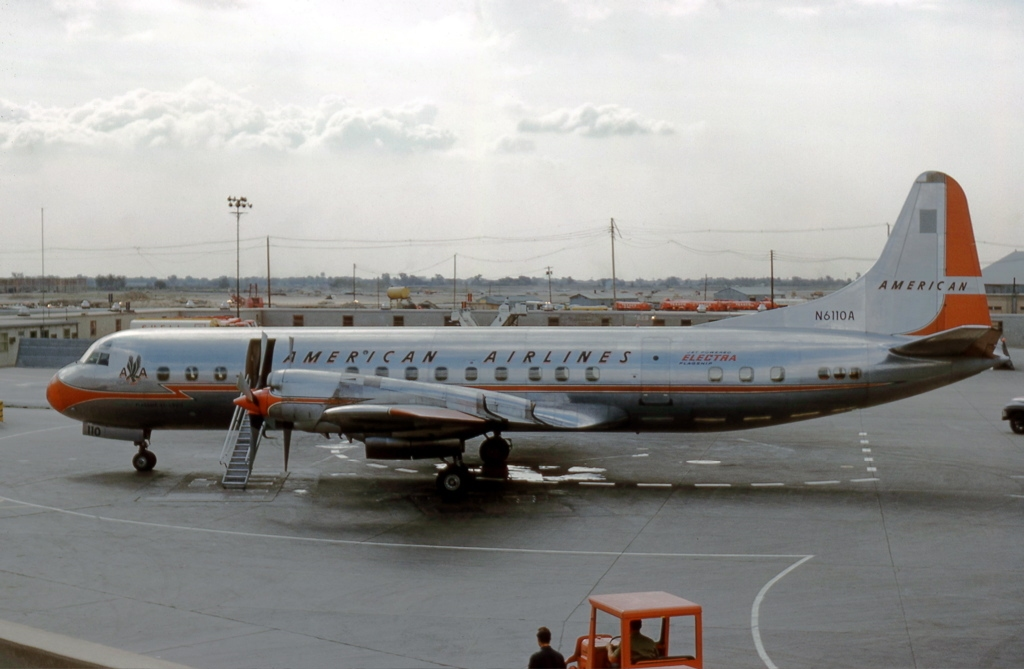
アメリカン航空のL-188
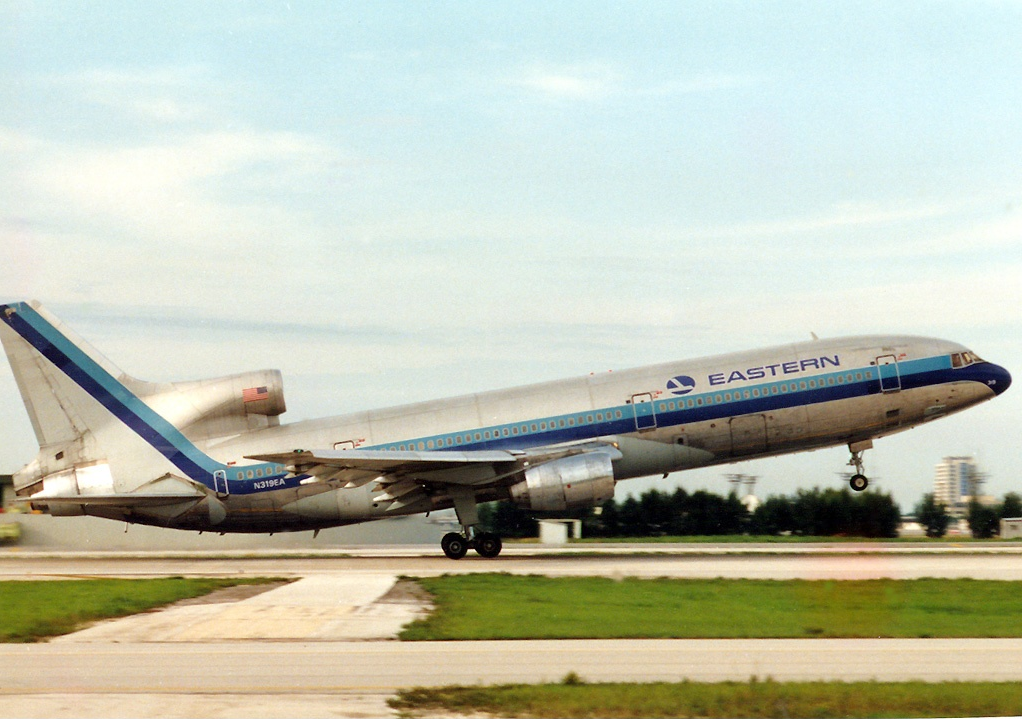
イースタン航空のL-1011

## ボンバルディア(元デ・ハビランド・カナダ社)
- デ・ハビランド・カナダ DHC-8
  - 琉球エアーコミューター（Q400CC）

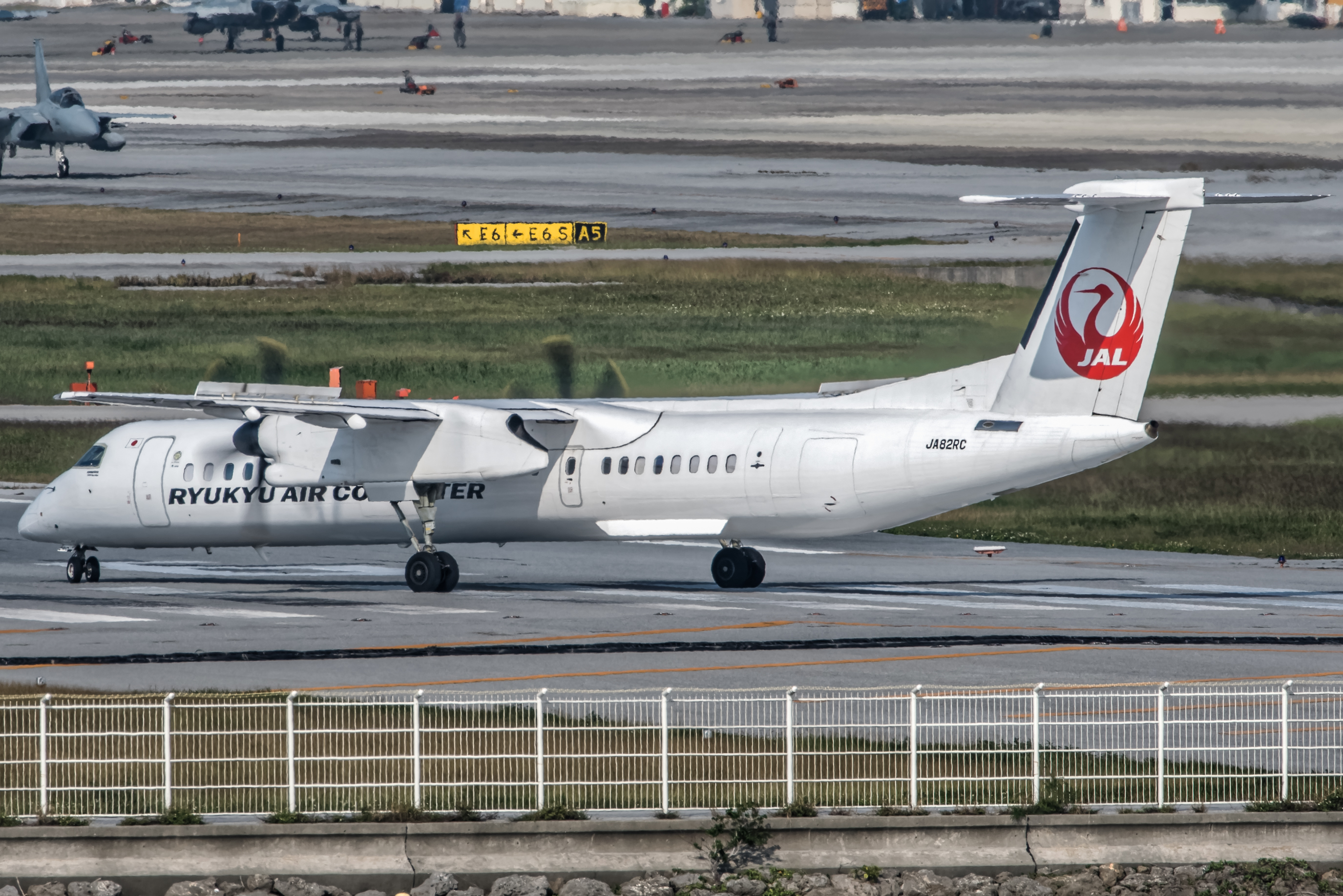
琉球エアーコミューターのDHC-8-Q400CC

## 日本のメーカー
- YS-11（日本航空機製造）
  - 全日本空輸
- Mitsubishi SpaceJet（三菱航空機） ※開発中止
  - 全日本空輸（SpaceJet M90）

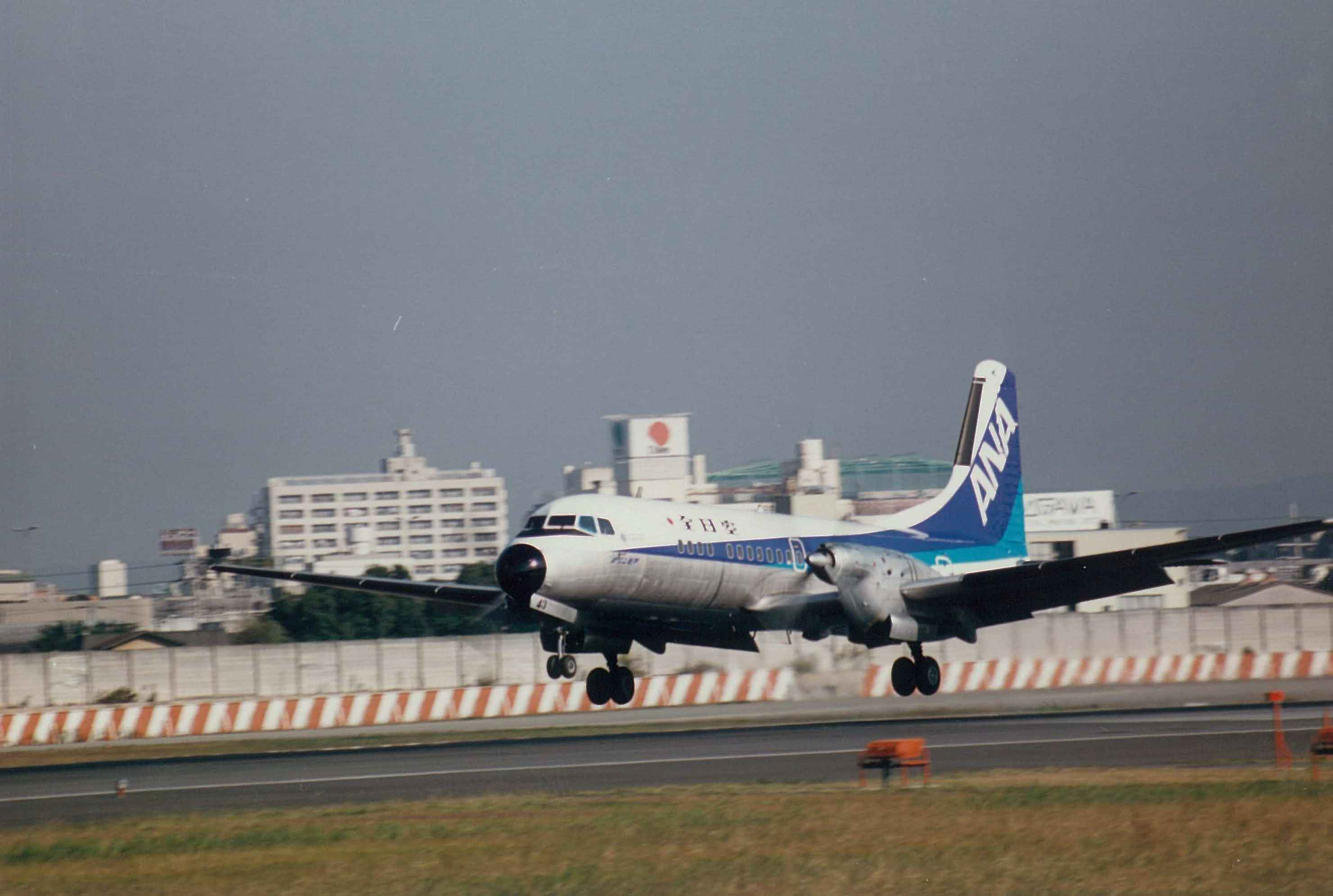
全日空のYS-11
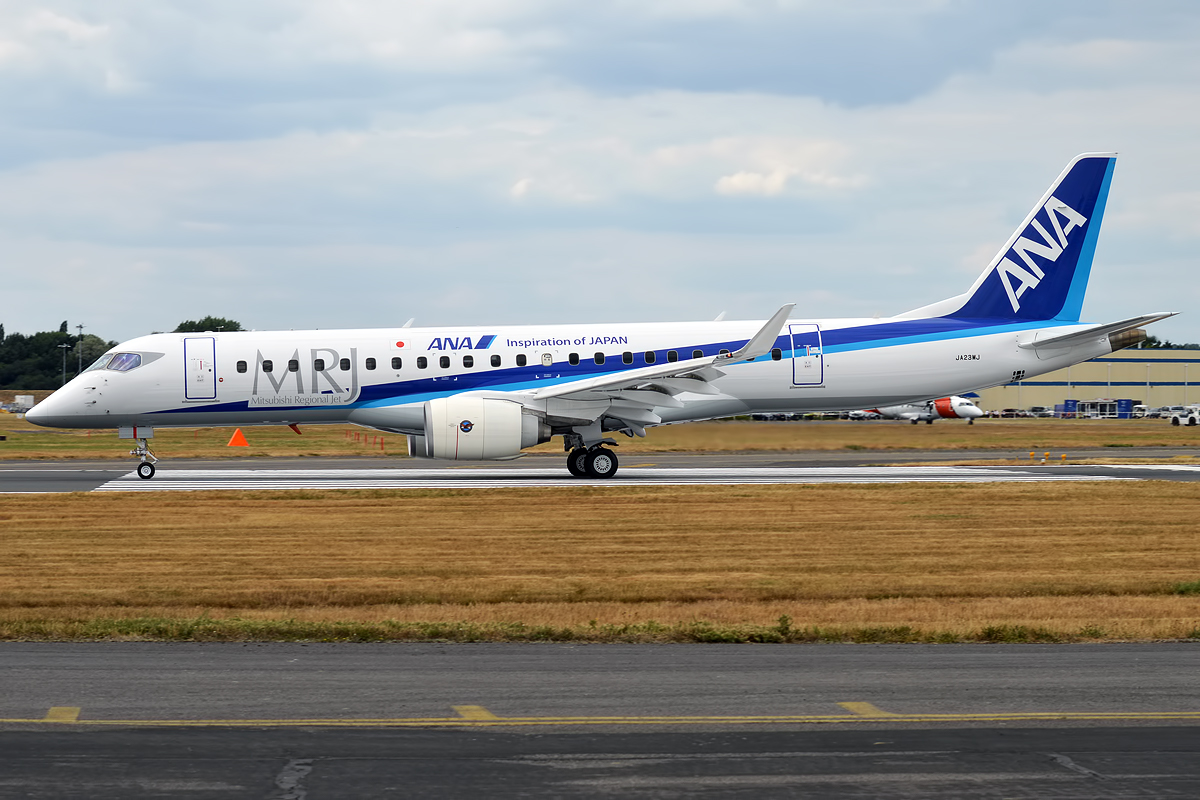
全日空塗装のMRJ（後のMitsubishi SpaceJet）

## その他

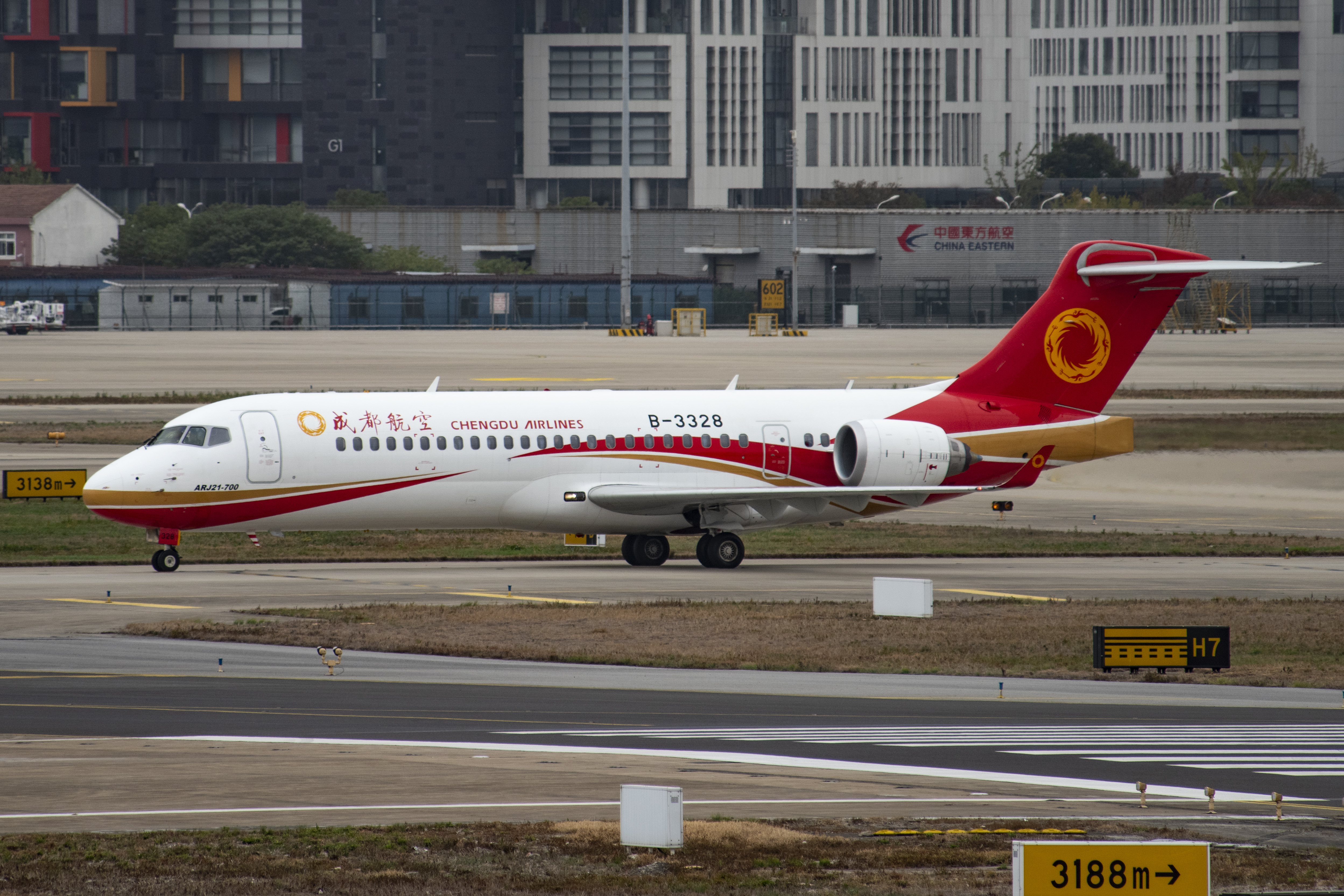
成都航空のARJ21
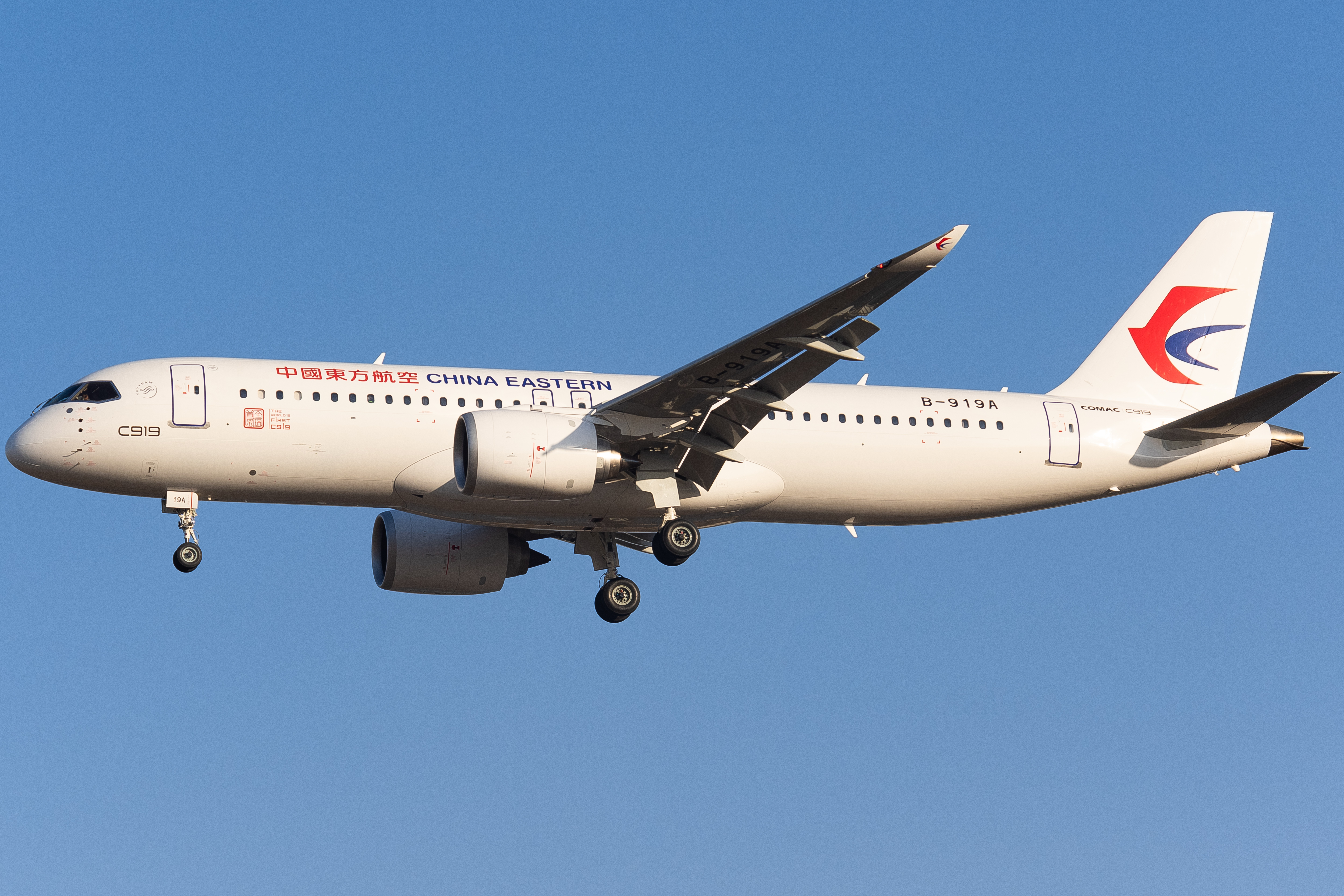
中国東方航空のC919

- 中国商用飛機（Comac）
  - COMAC C909（旧称：ARJ21）
    - 成都航空

  - COMAC C919
    - 中国東方航空

  - COMAC C929
    - 中国国際航空

- 成都航空のARJ21
- 中国東方航空のC919